# Papillons dans l'art
Les papillons sont un thème ou un motif utilisé dans la peinture.
Les papillons ou lépidoptères semblent absents des peintures et gravures de la préhistoire mais sont par la suite régulièrement représentés, sur l'ensemble des continents, dans les œuvres d'art de nombreuses cultures ou civilisations. 
Dans la peinture occidentale, on les rencontre à partir du XIVe siècle, figurés de façon plus ou moins réaliste, dans la peinture italienne mais aussi dans la peinture flamande ou hollandaise.
Les papillons sont ensuite particulièrement présents dans les natures mortes du XVIIe siècle. Minutieusement peints, ils sont alors, en général, aisément identifiables.
Les œuvres des siècles suivants les évoquent encore sporadiquement. Sans les ignorer, les peintres du XXe siècle ne les représentent plus que de façon très stylisée. 

## Dans la peinture occidentale jusqu'auXVIIesiècle

### Antiquité

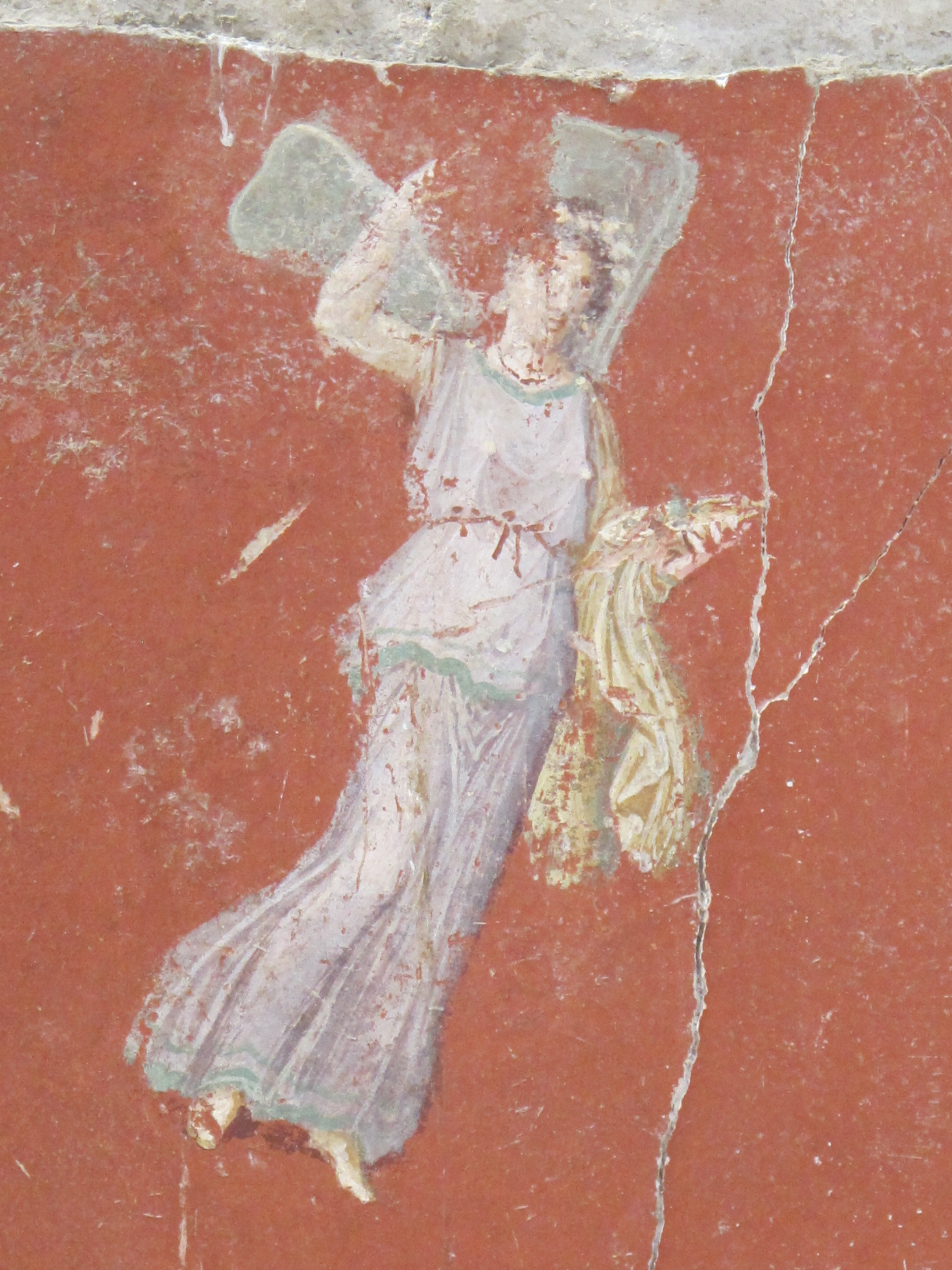
Fresque de Pompéi représentant Psyché avec des ailes de papillons.

Dans la civilisation grecque le papillon est associé à l’âme, en effet le terme grec ψυχή (psuchè)  peut se traduire aussi bien par « papillon » que par            « âme» . Cette symbolique se retrouve dans la civilisation gréco-romaine, où le papillon sert souvent à symboliser l’âme. Sur les tombes de l'époque romaine un papillon est souvent représenté à côté d'un squelette ou d'un cadavre pour symboliser l'âme qui s'échappe du corps. Cette signification macabre se retrouve ainsi sur une mosaïque pompéienne représentant un memento mori, où un papillon figure entre un crâne, symbole de mort, et une roue, symbole de la fortune. Le papillon, attiré par la flamme à laquelle il se brûle est également un symbole de témérité. Peut-être est-ce la raison pour laquelle une pièce de l'empereur Auguste représente un papillon attrapé par un crabe. Il s'agirait alors d'une mise en garde contre les dangers de la témérité. 
A l’époque hellénistique Éros, ou Cupidon dans le monde romain, est souvent représenté comme un enfant ailé et parfois cruel. Il arrive qu’il soit représenté en compagnie d’un papillon, avec lequel il joue et parfois qu’il déchire ou qu’il brûle. Le papillon représente alors l’âme tourmentée par l’amour.
A la représentation du papillon pour figurer l’âme s’ajoute celle de Psyché, déesse de l’âme et parèdre d’Éros, dieu de l’amour. À partir du Ve siècle av. J.C Psyché est souvent représentée comme une jeune fille ou une petite fille dotée d’ailes de papillon. La plus ancienne représentation de Psyché sous cette forme figure sur une gemme étrusque du Ve siècle av. J-C conservée au British Museum. La figure de Psyché connait un grand succès à l’époque hellénistique puis romaine. Elle apparait ainsi aussi bien sur des fresques que dans des mosaïques, sur des pièces de monnaie, des bijoux ou encore dans la sculpture, seule ou en compagnie d’Éros/Cupidon. De nombreuses Psychés figurent ainsi sur les fresques de Pompéi, souvent accompagnées d’un ou plusieurs cupidons. Les ailes de papillons de Psyché sont généralement de forme arrondie, souvent dotée d’ocelles et correspondent rarement à une espèce identifiable.
De manière générale les représentations de papillons correspondent rarement à une espèce précise. Il existe quelques exceptions cependant : ainsi le grand papillon figurant sur la mosaïque dite « de la chasse », découverte à Pompéi en 2018 a été identifié comme un petit monarque (Danaus chrysippus L., 1758).

### Les manuscrits enluminés

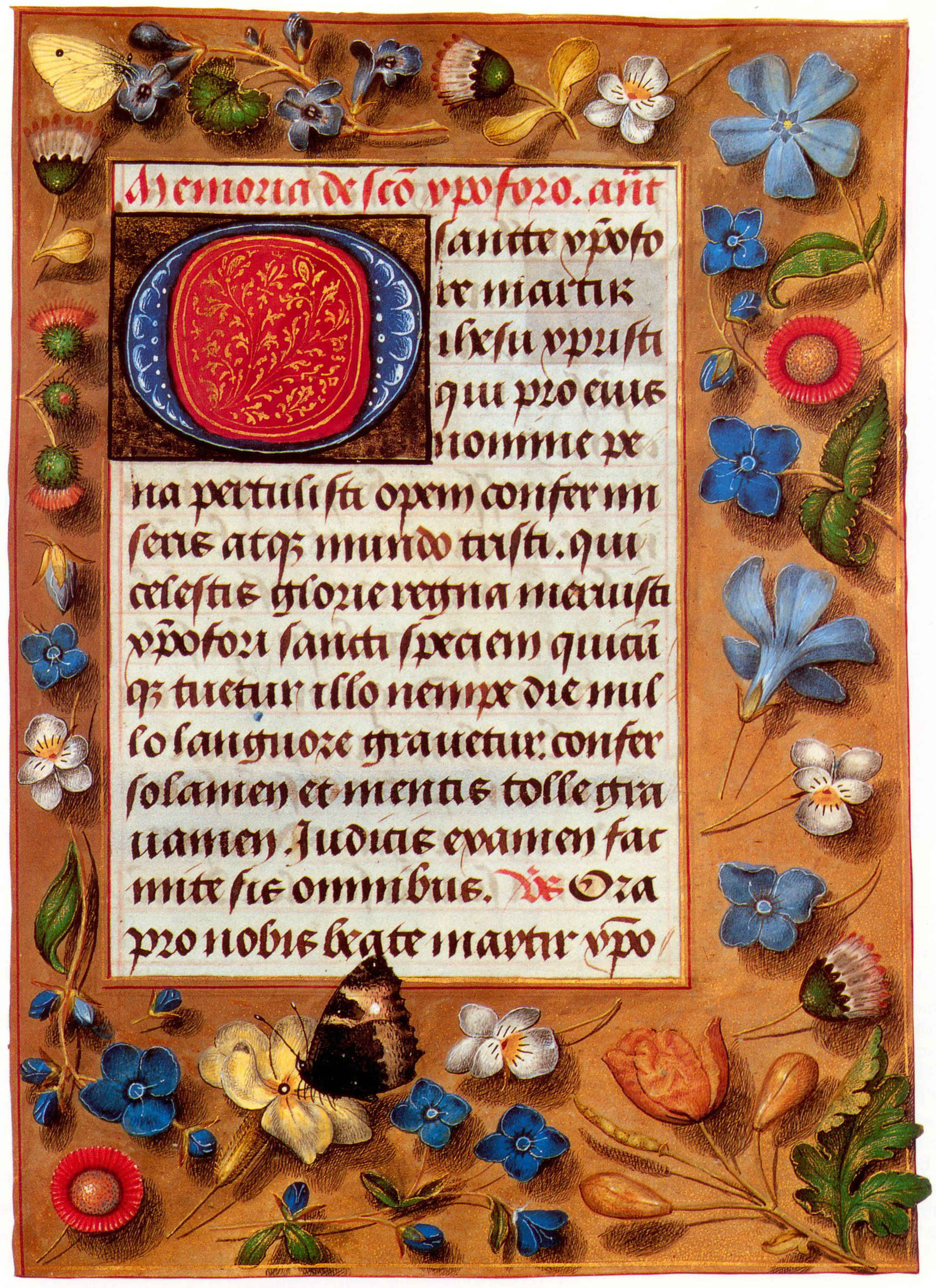
Livre d'heures d'Hastings, vers 1470

La représentation des papillons diminue fortement au Haut Moyen Age. Le mythe de Psyché semble oublié et n'est plus représenté. On trouve cependant quelques représentations de papillons stylisés dans les manuscrits enluminés, par exemple les deux papillons du Chi-Rho du livre de Kells, au début du IXe siècle. 
Les représentations de papillons se multiplient de nouveau à partir du XIIIe siècle. Les papillons sont présents dans les "drôleries " des marges des manuscrits où ils sont souvent chassés et attrapés par divers personnages,. Il semble que l'association des papillons à l'âme n'a pas été oubliée et il a été avancé que la combinaison des mouches (symbole de la mort), des libellules (symbole de vol et d'ascension) et des papillons (symbole de la résurrection) dans les marges médiévales est une représentation du Christ. Les papillons sont généralement représentés de manière fantaisiste.
On trouve des lépidoptères identifiables dans les manuscrits occidentaux à partir du XIVe siècle, notamment un Machaon dans un bréviaire à l'usage de Verdun de 1304 (BM Verdun Ms 107, folio 1) ou encore deux Piérides du chou dans le Alphonso Psalter, vers 1309 (The Bird Psalter, Fitzwilliam Museum, University of Cambridge, MS 2- 1954, f. 1r). Le manuscrit des Cocharelli, enluminé entre 1330 et 1340, contient plusieurs représentations d'insectes identifiables dont un Moro-sphinx, un Sphinx à tête de mort et un Grand paon de nuit,, cependant des représentations aussi précises restent exceptionnelles pour cette époque.
Les représentations de papillons deviennent de plus en plus souvent identifiables dans les manuscrits des XVe et XVIe siècles.
Les papillons représentés dans le Livre d'heures d'Hastings (vers 1470) sont identifiables (piéride du chou en haut, vraisemblablement grande tortue en bas) mais ceux qui figurent dans les Heures à l'usage de Paris (vers 1490) ou dans un Livre de prières de Bruges datant de 1500-1525 sont imaginaires. 
Au début du XVIe siècle Jean Bourdichon représente encore, entre 1503 et 1508, un papillon imaginaire sur une page des Grandes Heures d'Anne de Bretagne. Dans les Heures à l'usage d'Amiens (1513), des papillons vraisemblablement nocturnes, figurés en général de façon symétrique sur deux pages, ne peuvent pas non plus, malgré la précision du dessin de leurs ocelles, être identifiés.
La figuration stylisée sans réalisme des papillons sur la plupart des manuscrits enluminés semble répondre à une volonté décorative ou à l'intention de symboliser les saisons. Les papillons figurent essentiellement dans les marges des manuscrits et il est rare qu'ils soient représentées dans le texte du manuscrit ou dans une miniature. 

### La peinture italienne du Quattrocento

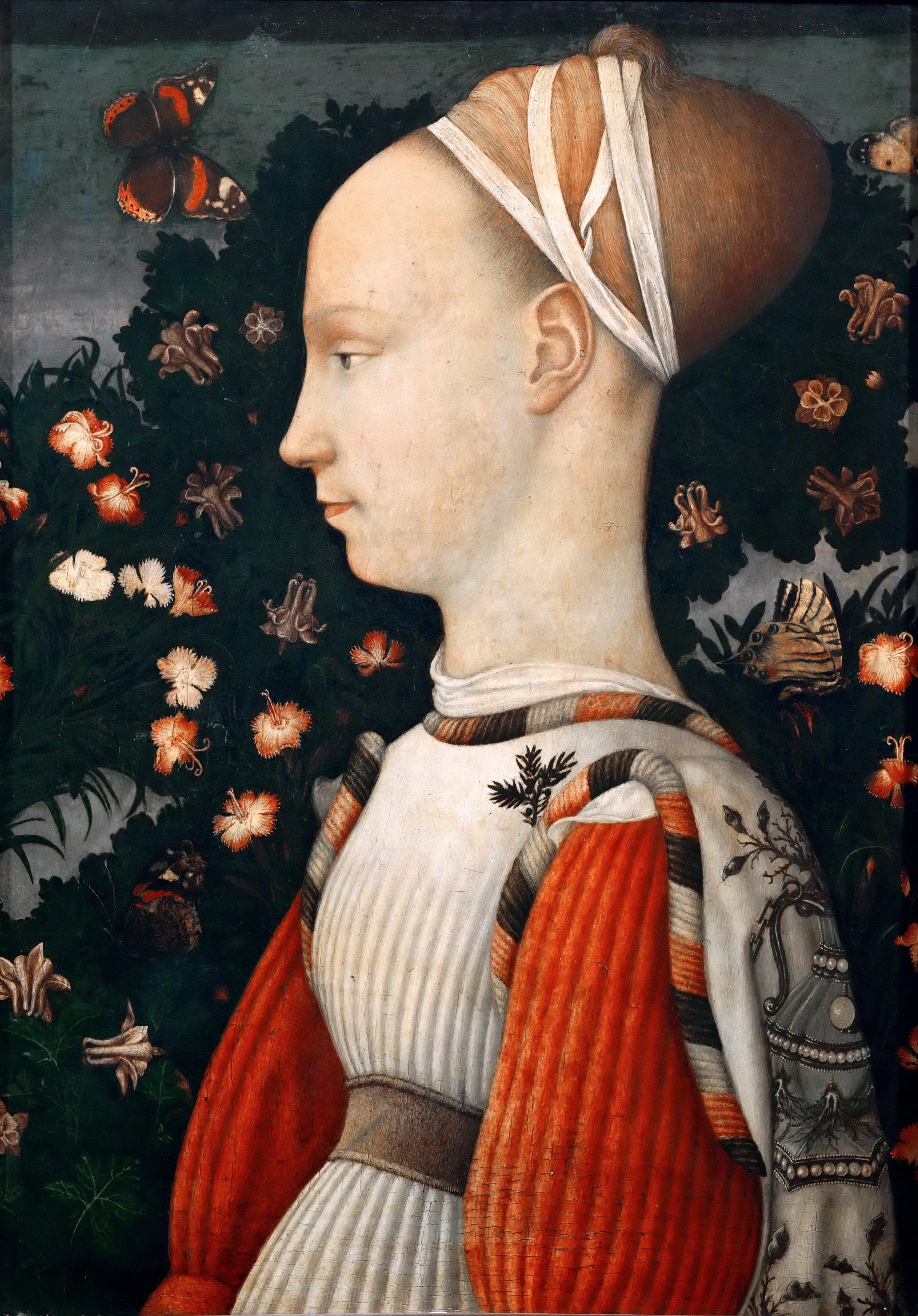
Pisanello, Portrait d’une princesse de la maison d’Este, musée du Louvre

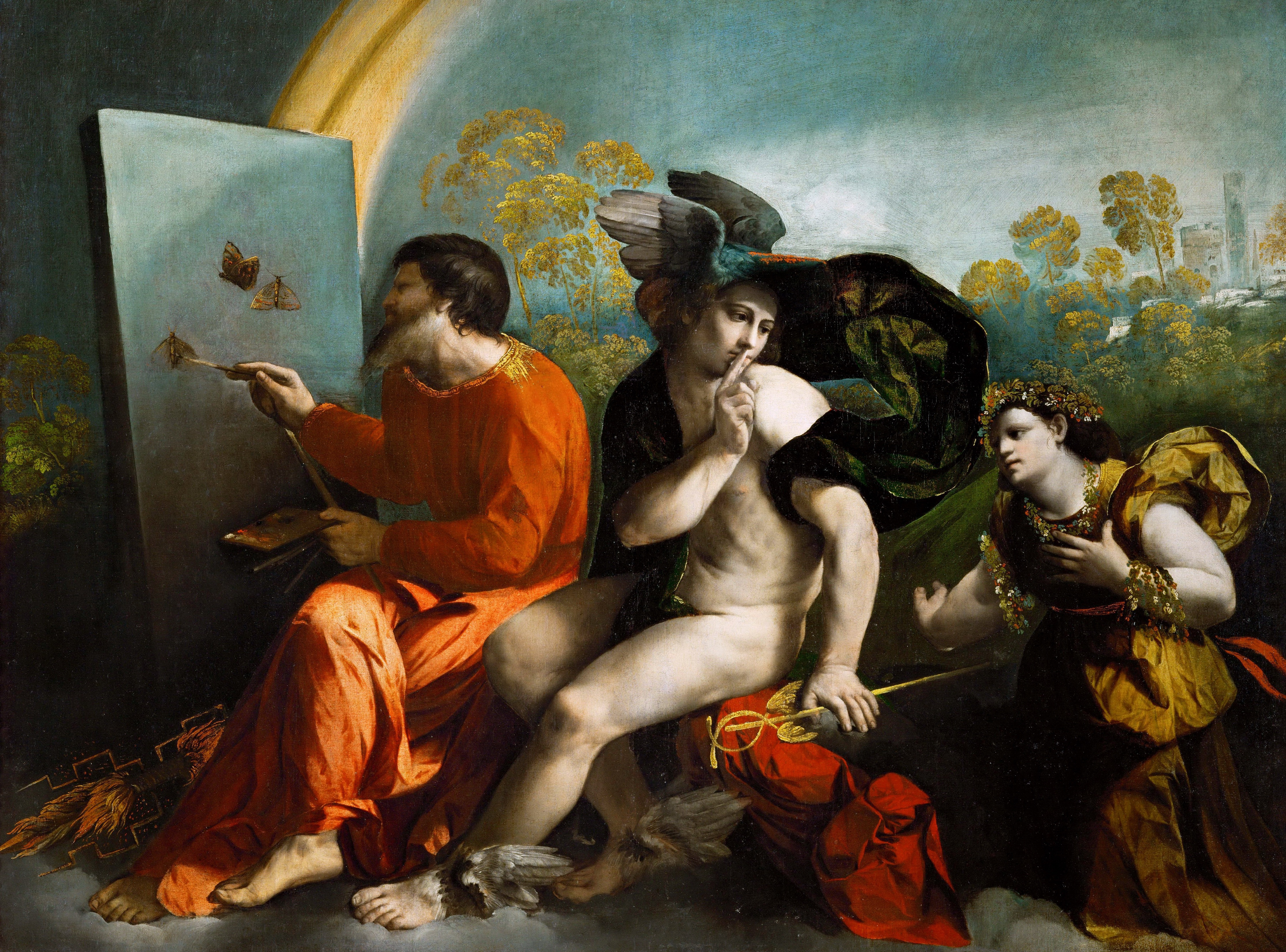
Dosso Dossi, Jupiter, Mercure et la Vertu, 1529, Kunsthistorisches Museum de Vienne : 3 papillons non identifiables

Au Quattrocento, Pisanello (av. 1395-1450/1455) peint entre 1435 et 1449 autour du Portrait d’une princesse de la Maison d'Este [Ginevra d'Este] (musée du Louvre) des représentations identifiables d'un flambé (à gauche) (Iphiclides podalirius) à gauche, d'un vulcain (Vanessa atalanta) en vol et de profil à droite et d'un souci (Colias crocea). 
À la gauche de La Vierge au papillon (musée du Vatican), Francisco di Gentile (XVe siècle) peint également un flambé. 
Un croquis schématique de papillon, aux côtés d'une libellule et d'un poisson volant, figure au dos du folio 99 du Codex Ashburham de Léonard de Vinci (1487-1490) . Mais c'est un papillon imaginaire que Filippo Torelli représentait, vers 1449, dans un Missel enluminé. 
Au début du XVIe siècle Dosso Dossi (1490-1542) fait, en 1529, peindre à Jupiter des papillons qui ne sont pas plus identifiables.

### La peinture flamande

Pieter Brueghel l'Ancien, La Chute des anges rebelles, 1652, musée de Bruxelles

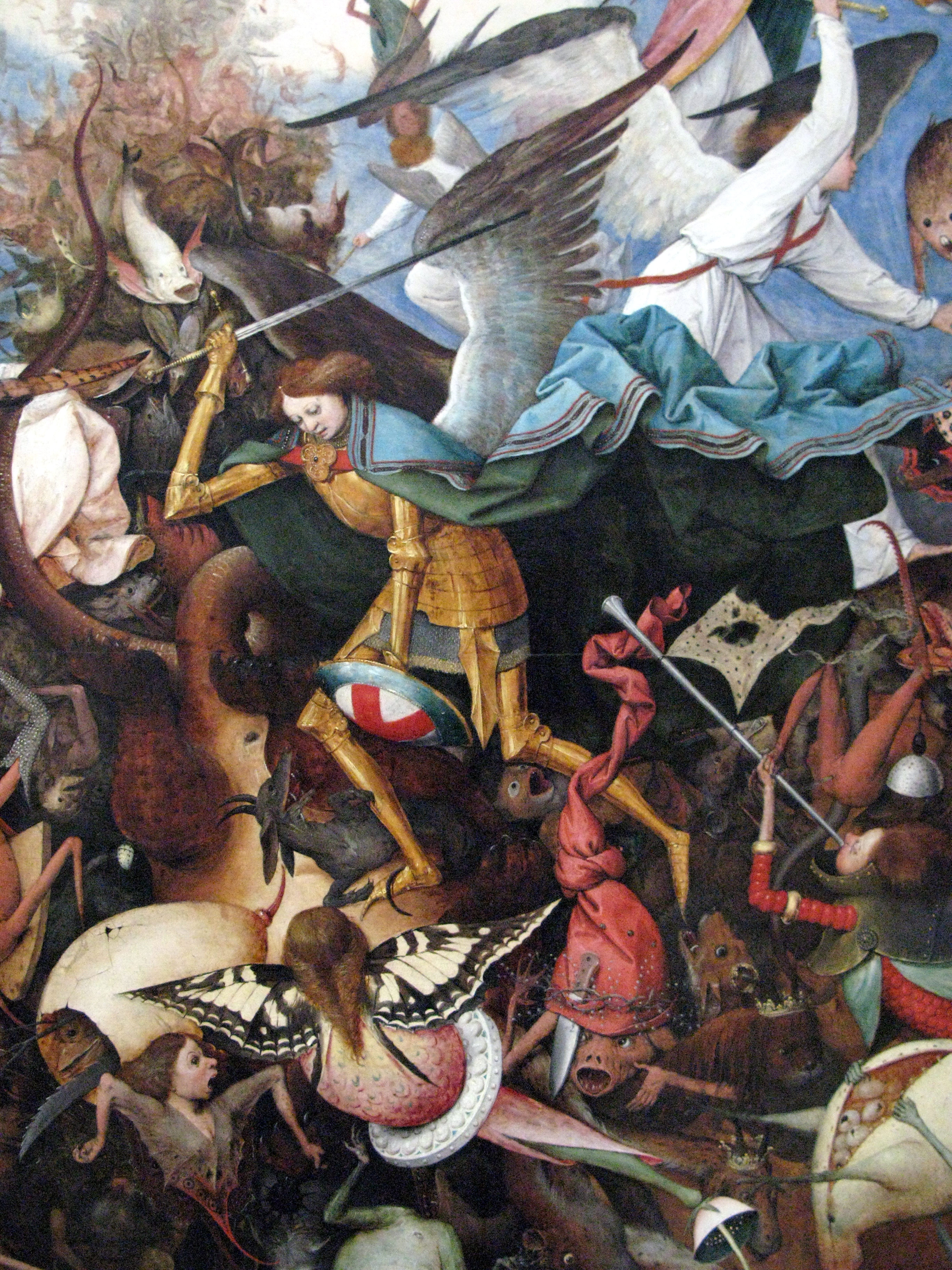
Pieter Brueghel l'Ancien, La Chute des anges rebelles, détail

Le papillon prend une signification ambivalente dans la peinture flamande et allemande à partir du XVe siècle. Les papillons de la famille des nymphalidae, en particulier le Vulcain et la Petite tortue sont souvent associés au mal et à la luxure. Les démons sont ainsi représentés avec les ailes de ces papillons, par exemple dans le Jugement dernier de Hans Memling. Cette association pourrait s'expliquer par la couleur de leurs ailes(le rouge et le noir, ainsi que les couleurs mélangées et tachetées étant associés au diable), à leur habitude de se poser avec les ailes ouvertes, symbole d'orgueil, et au fait que les adultes de ces espèces se nourrissent de viande en décomposition et d'excrément, symbole de mort et de souillure. Le Machaon est parfois aussi associé aux démons, par exemple dans la Chute des anges rebelles de Pieter Brughel l'Ancien. À l'inverse les papillons de couleur claire, en particulier les piérides, accompagnent souvent la Vierge et les saints, ainsi dans le Petit jardin de Paradis du Maître du jardin de Paradis en 1410,.

Rogier van der Weyden (c. 1399-1464) introduit, dans sa Tentation de Saint Antoine, la figuration d'un vulcain.
Brueghel l’Ancien (c. 1525-1569) représente dans La Chute des anges rebelles (musée de Bruxelles) l'archange Michel qui, avec l'aide des anges, chasse les anges rebelles du paradis. Ceux-ci sont précipités vers le bas où ils rejoignent des créatures monstrueuses. Les ailes que le peintre attribue à l’un de ces êtres composites sont empruntées à un machaon (Papilio machaon). 
Dans un livre d'heures flamand, une chasse aux papillons (six personnages, cinq papillons) est représentée sur la page du mois de juillet dans The Golf Book (atelier de Simon Bening, vers 1520).

### La peinture hollandaise

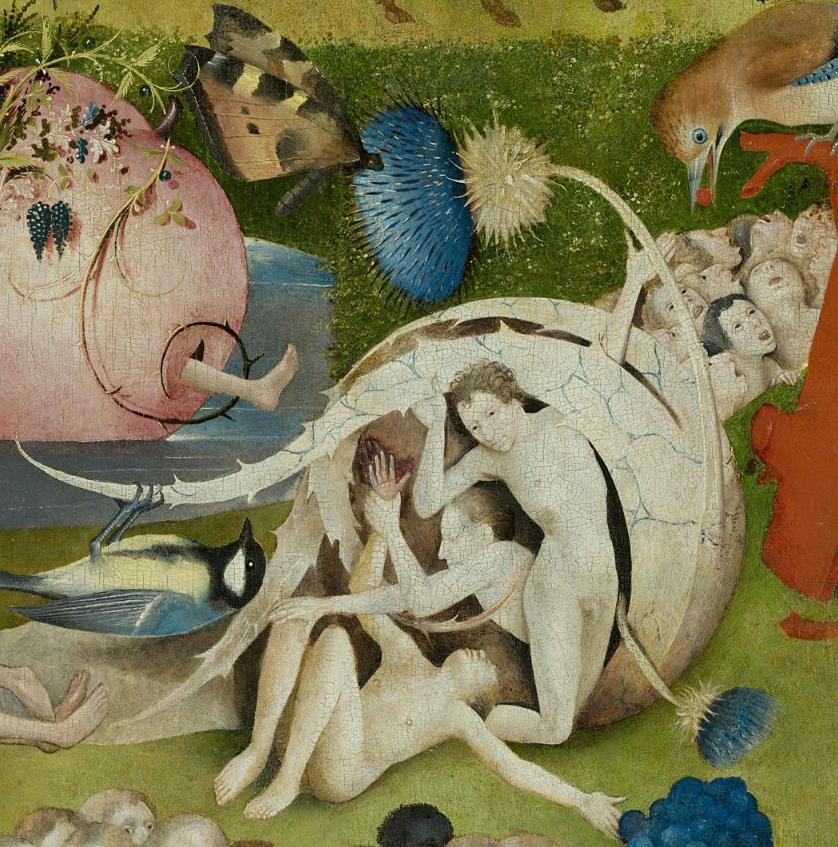
Jérôme Bosch, Le Jardin des délices, 1504, détail : ailes de vanesse au centre

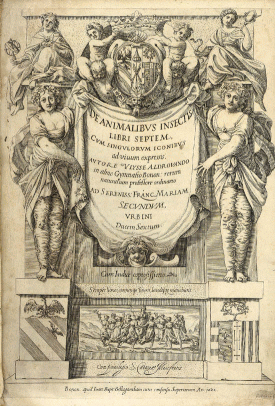
Ulisse Aldrovandi, De Animalibus Insectis, 1602.

Jérôme Bosch (c.1430-1516) introduit, en 1504, dans Le Jardin des délices (musée du Prado) un myrtil femelle à tête d'oiseau, au centre du volet droit, et des fragments d'ailes d'une petite tortue (Aglais urticae) sur le volet central.
Durant la même époque, les princes et les notables, curieux de connaissances, commencent de collectionner les « merveilles de la nature » dans leurs « cabinets de curiosités ». Pour les compléter ils commandent aux peintres des représentations de coquillages et d'insectes. Ainsi, sur la fin du XVIe siècle, Joris Hoefnagel enlumine entre 1582 et 1590 les 650 pages du « Missel romain » de Ferdinand, archiduc du Tyrol (Bibliothèque de Vienne) dont, en renouvelant le travail des miniaturistes flamands, il fait quasiment un recueil naturaliste. Dans une gouache datée de 1590 il semblerait cependant adjoindre deux petites queues à la figuration d'une belle dame (Vanessa cardui). Il compose ensuite dans le sens d'un réalisme de plus en plus scrupuleux les 100 pages de l'Album d'insectes qu'il compose pour l'empereur Rodolphe II, (conservé à la Bibliothèque royale de Bruxelles).
Cette tradition se trouve poursuivie dans les gravures sur bois d'Ulisse Aldrovandi pour son De Animalibus Insectis, publié en 1602 et quelques décennies plus tard dans l’Insectorum Theatrum de Thomas Muffet (1634). Jan van Kessel demeure fidèle à cet esprit dans ses huiles sur cuivre (musée d'Amsterdam) ou sur marbre.

### Les natures mortes flamandes et hollandaises duXVIIesiècle

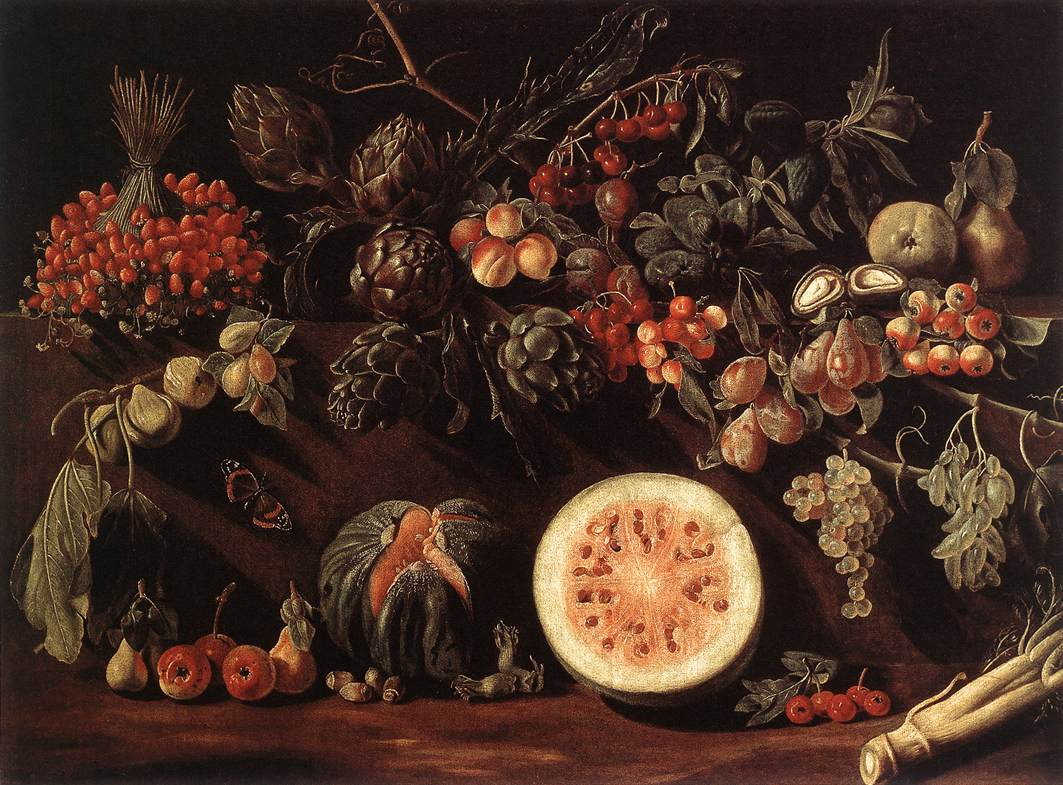
Pietro Paolo Bonzi, 1620 : un vulcain à gauche.

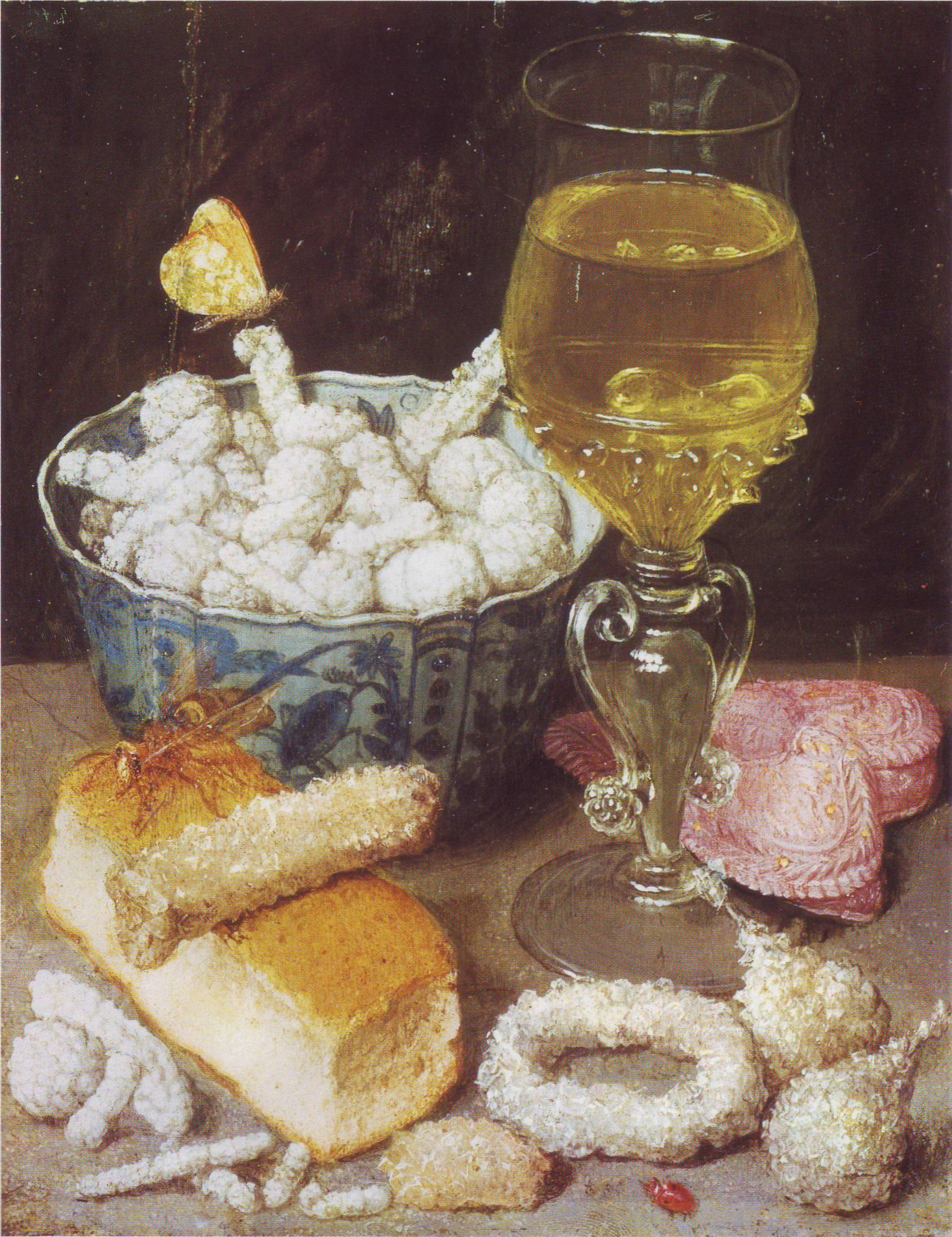
Georg Flegel : une aurore.

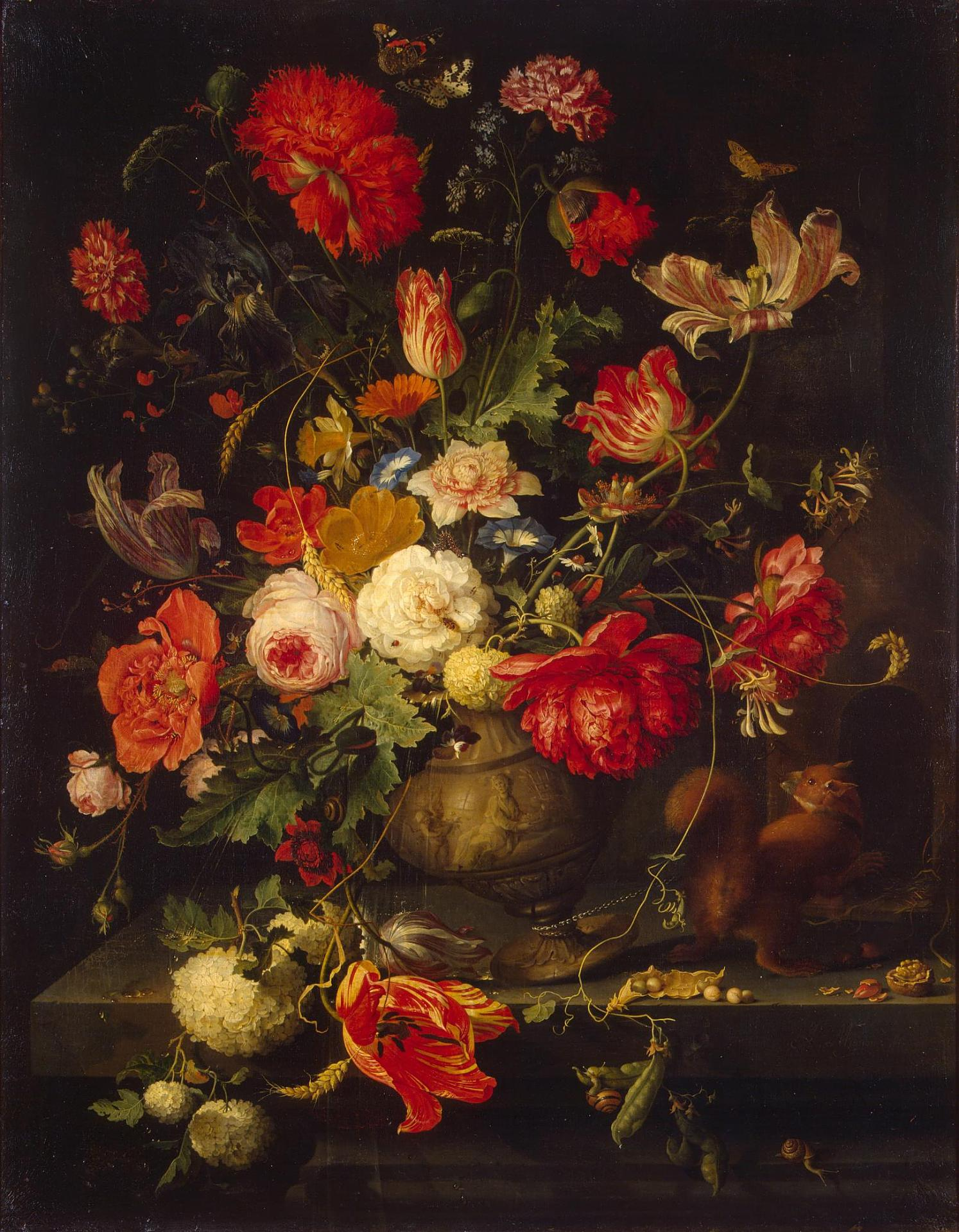
Abraham Mignon, c. 1650, musée de l'Ermitage, Saint-Pétersbourg : en haut, un vulcain.

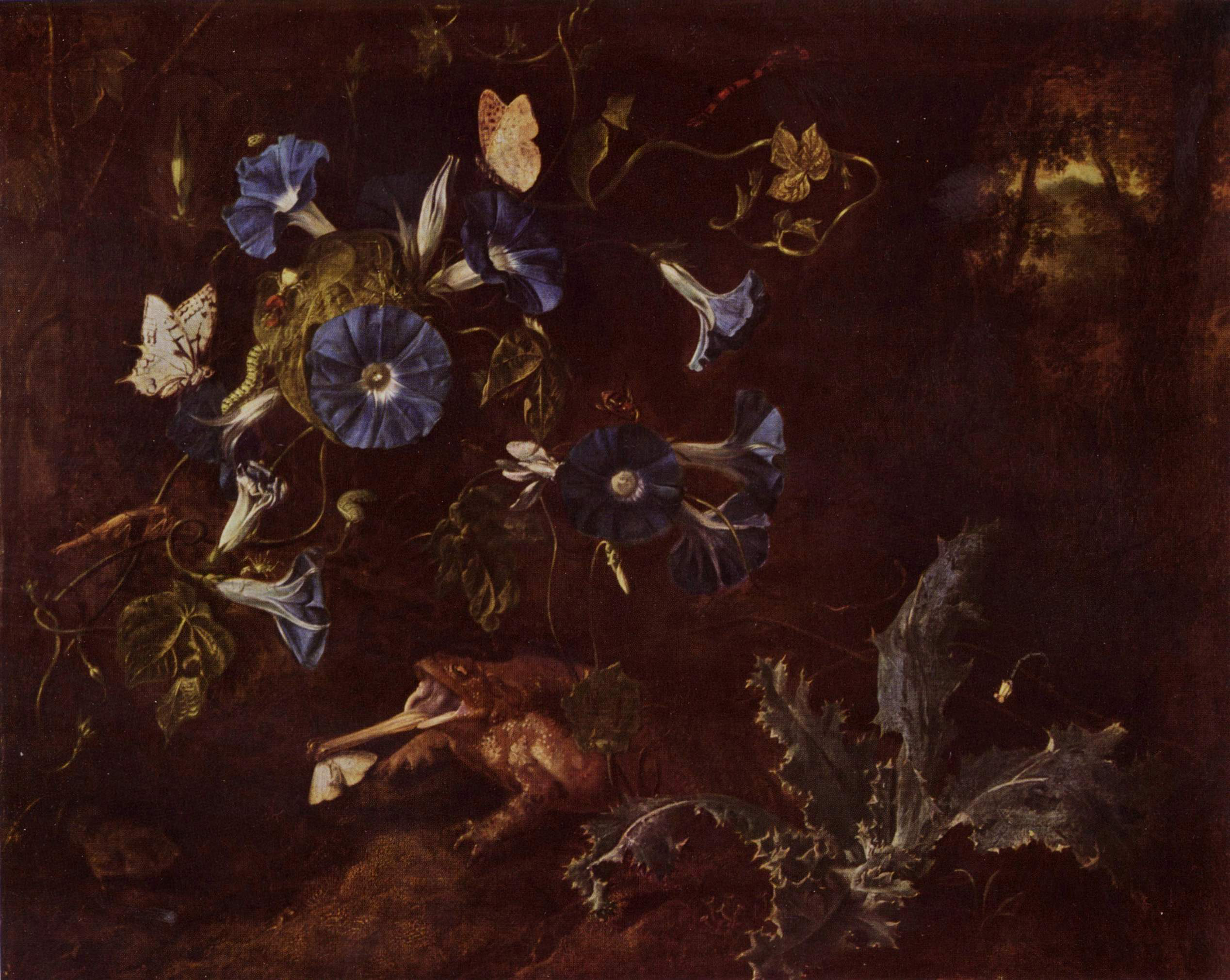
Otto Marseus van Schrieck, 1660 : un machaon et vraisemblablement un tabac d'Espagne.

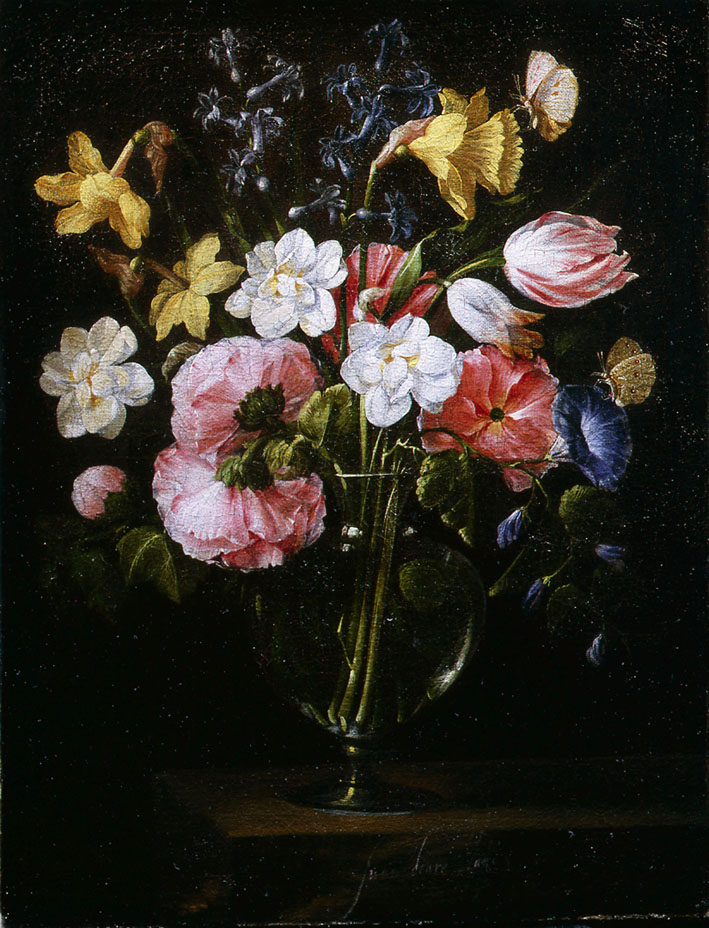
Juan de Arellano, Vase de fleurs, c. 1650

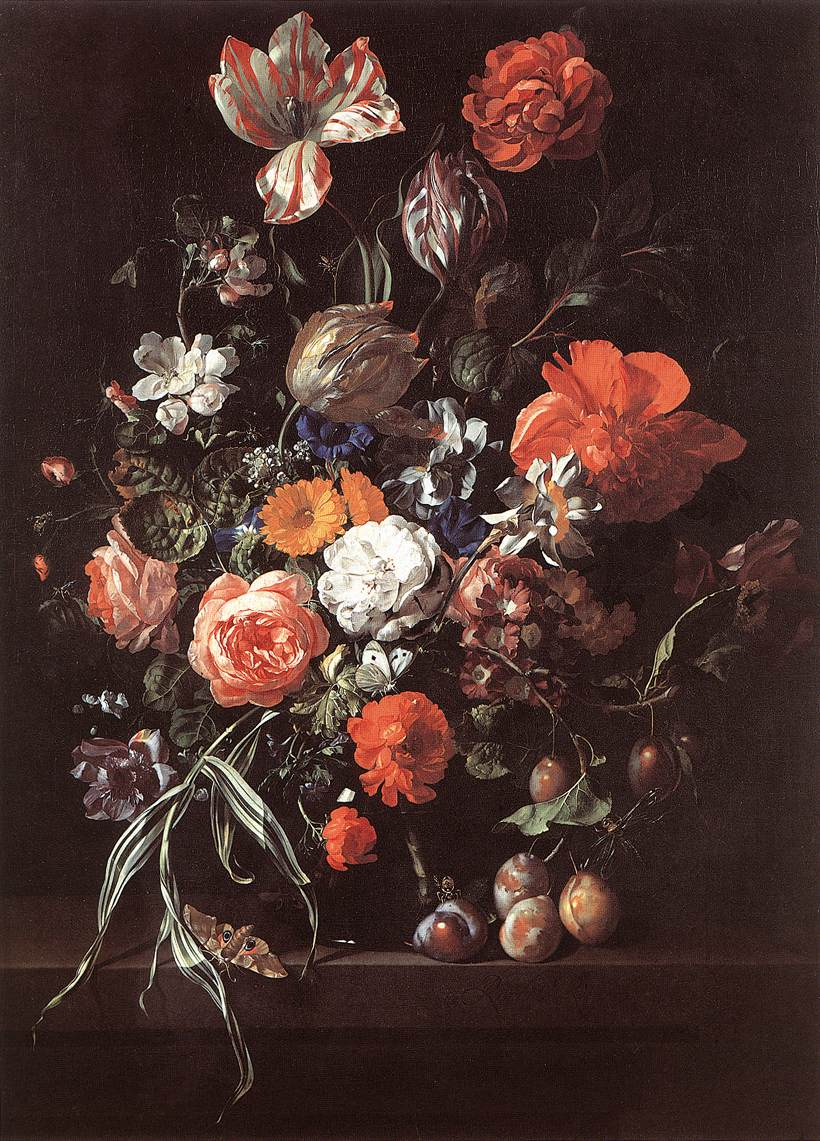
Rachel Ruysch : un sphynx en bas à gauche.

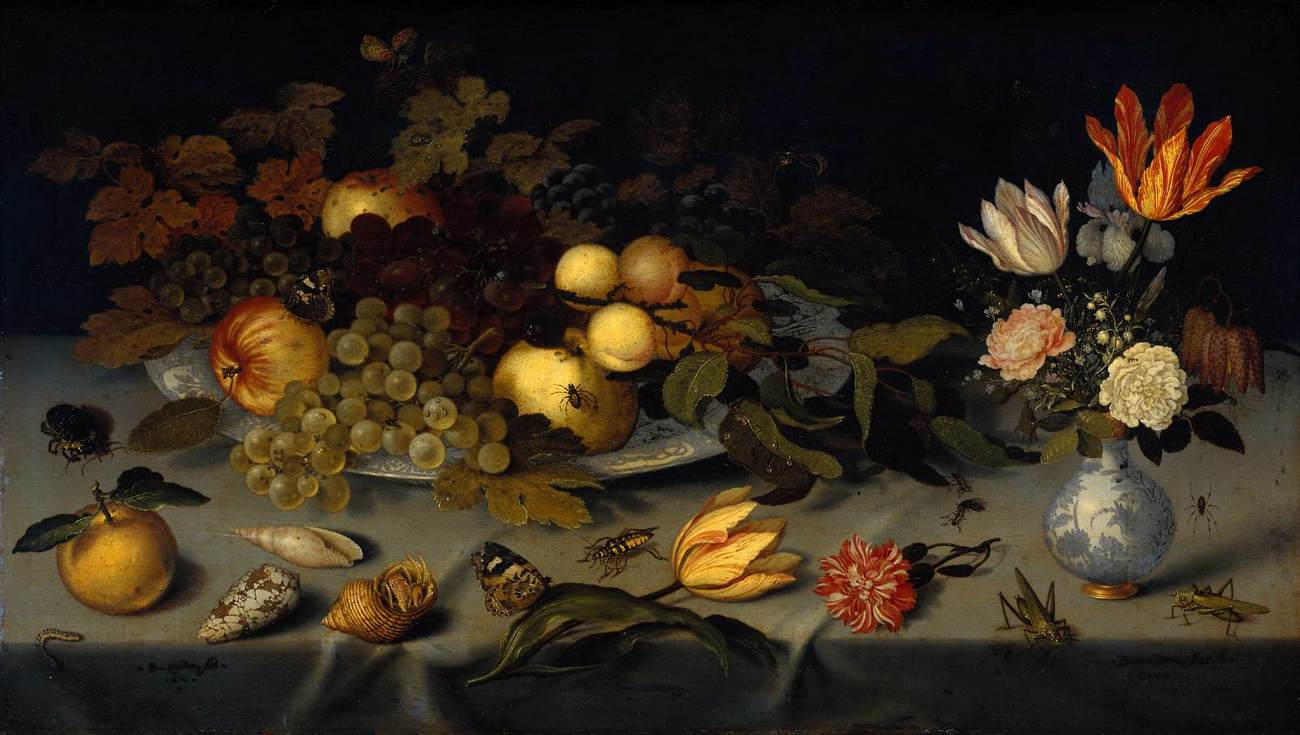
Balthasar van der Ast, c. 1620-1621, Rijksmuseum, Amsterdam : trois papillons dont deux vulcains.

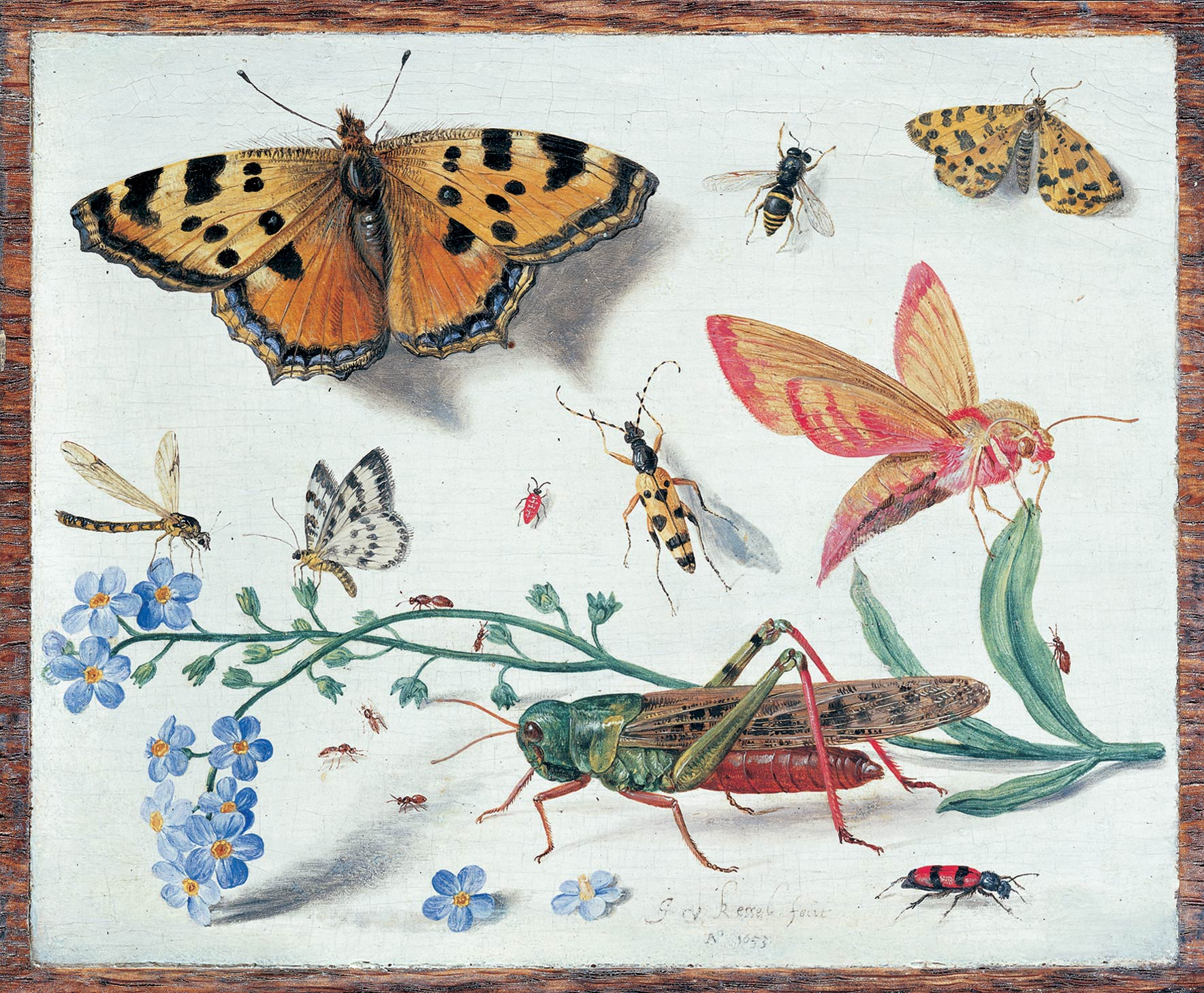
Jan van Kessel, 1653 : 4 papillons dont une grande tortue et un sphynx.

Au XVIIe siècle, les papillons connaissent leur âge d'or dans la peinture. Ils sont fréquemment présents dans les natures mortes flamandes et hollandaises, éventuellement allemandes, avec Georg Flegel (1566-1638) ou Abraham Mignon (1640-1679), et françaises, avec Jacques Linard (1597-1645). Ils sont par contre très rarement représentés en Italie, par exemple par Pier Francesco Cittadini, 1616-1681, « Guirlande de fleurs avec des papillons » (une piéride et deux papillons nocturnes), Pietro Paolo Bonzi (un vulcain) ou Giovanni et Niccolò Stanchi, 1608-après 1673 et 1623 ou 1626-vers 1690 (un machaon). En Espagne les peintres de « bodegones » les ignorent à quelques exceptions près (tel Juan de Arellano, 1614-1676).
Le terme stilleven (« modèle inanimé ») apparaît parmi d’autres qualifications (« peinture de fruits » ou « peinture de banquet ») au milieu du XVIIe siècle dans des inventaires hollandais, bien après l’épanouissement du genre. On parlera d'abord en France des « peintres de vie coye » (1649) puis de « nature morte » (autour de 1676), non sans une « nuance de mépris » (Charles Sterling) car dans la hiérarchie académique des genres, fondée sur la dignité du sujet, la nature morte est classée au dernier rang. 
Au XVe siècle des éléments de nature morte au « symbolisme déguisé », selon Erwin Panofsky, accompagnent l'évocation des thèmes bibliques. Les « vanités » placées au revers de tableaux, les bouquets de fleurs peints au dos de portraits (Memling, 1490) et les scènes de marché, de boucherie, de provisions de cuisine ou de chasse, qui se multiplient au milieu du XVIe siècle en Europe du Nord dans une dimension d’abord religieuse puis éthique (éloge de la tempérance), constituent d’autres sources de la « nature morte ». 
Dans la rapide conquête au XVIIe siècle de son autonomie, le genre se divise dans la peinture flamande et hollandaise en plusieurs formes. La « nature morte de desserts » est illustrée par Osias Beert, l'un des premiers peintres flamands à faire de la nature morte un genre à part entière. Jan Davidsz de Heem peint plus généralement des « tables dressées » ou de petit déjeuner. On distinguera encore la « nature morte de fruits » (Balthasar Van der Ast) et « de fleurs » (Jan Brueghel l'Ancien et Ambrosius Bosschaert, gendre de Van der Ast, considéré comme l'inventeur du style floral hollandais et fondateur d’une dynastie de peintres spécialisés dans le thème). La variété particulière des tableaux religieux de fleurs et de fruits, couronnes et guirlandes disposées autour d’une image de piété est illustrée par Daniel Seghers. La « nature morte d’instruments de musique », « d’armes » et « de livres » constituent les dernières variétés du genre. S'y apparentent les représentations des « cabinets de curiosités» et les « scènes forestières » (Otto Marseus van Schrieck).
Ce sont essentiellement les natures mortes flamandes de fleurs et de fruits qui figurent les papillons, mais aussi les scènes forestières et les représentations de « chambres de merveilles ». En Hollande, Pieter Claesz, Willem Claeszoon Heda ou Willem Kalf n’introduiront pas de lépidoptères en leurs natures mortes.
Les espèces représentées par les peintres, une vingtaine au total, sont en général aisément identifiables, sauf dans le cas de certains lycènes bleus figurés sous des profils qui les rendent incertains, plusieurs étant sans doute purement imaginaires (Balthasar van der Ast). Le vulcain est de loin le plus fréquemment évoqué par la majorité des peintres. La piéride du chou (Pieiris brassicae) est largement présente mais il est souvent difficile d’être assuré qu’il ne s’agit pas de la plus petite piéride de la rave (Pieiris rapae'). Les peintres n’ont représenté que les espèces communes en Europe du Nord, qu’ils avaient pu observer non seulement dans leurs formes et colorations mais encore dans leurs comportements. Ils n'introduisent pas dans leurs œuvres d'espèces typiques du centre ou du sud de l'Europe (aucun flambé, notamment). Le gracieux naturalisme dont ils font preuve dépasse largement en exactitude la gaucherie des figurations du siècle précédent. 
Comme l’écrit Bernard Lamblin à propos des fleurs que peignent souvent les mêmes artistes, ils avaient vraisemblablement réalisé « d’abord des études individuelles qu’ils gardaient dans leurs cartons », « assemblant après coup leurs images », « délivrés de la sujétion des saisons et du caractère éphémère du modèle » . Il n'est pas exclu cependant qu'ils aient disposé de collections d'insectes personnelles.
De façon générale, les peintres ne rassemblent pas plus de deux papillons sur une même œuvre, hormis dans les scènes forestières (Otto Marseus van Schrieck et son élève Rachel Ruysch). En revanche les allégories peuvent en rassembler un plus grand nombre. Ainsi des quatre saisons de Joris Hoefnagel, et surtout celle des quatre continents à cette époque connus, l’Europe, l’Amérique, l’Afrique et l’Asie, peinte par Jan van Kessel en 1664-1666, cas particulier de « chambres aux merveilles » étendues aux dimensions de salles de palais (Alte Pinakothek de Munich). Sur les panneaux centraux se trouvent rassemblés, parmi les symboles naturels et culturels de chaque continent, des collections d’insectes ressemblant à des planches d’exposition. Pour « L’Europe » une trentaine de papillons se trouvent représentés, y compris ceux figurant sur la page ouverte d’un livre et sur une peinture, placée sur un chevalet, qui occupe une place d’honneur parmi l’accumulation des objets, une nature morte de fleurs en laquelle les papillons se trouvent ainsi peints comme au second degré. Tout juste à côté, le peintre, en un cadre plus modeste, a composé sa signature à l’aide de représentations de chenilles. 
Aux papillons diurnes (rhopalocères) les peintres ont parfois adjoint sur leurs bouquets des papillons nocturnes (hétérocères). Abraxas grossulariata, l'écaille martre (Arctia caja) et la hachette (Aglia tau) apparaissent alors le plus souvent. Dans L’Europe Jan Van Kessel représente encore un sphinx rose, peut-être le grand sphinx de la vigne (Deilephila elpenor). Dans la Vanité conservée au musée Frans Hals de Haarlem, Adriaen van Nieulandt est le seul peintre à n’introduire qu’un papillon nocturne.

### Peintres de natures mortes et de scènes forestières
(Ordre alphabétique et espèces représentées)

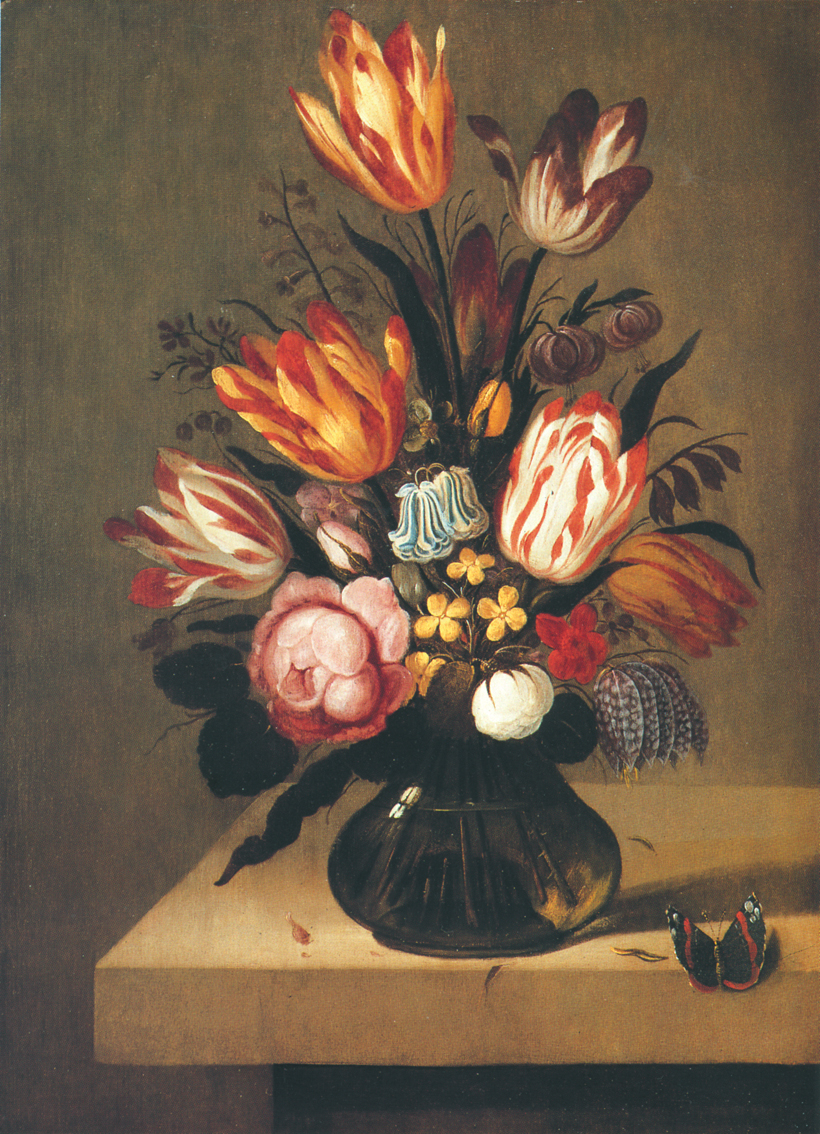
Abraham Bosschaert : un vulcain.

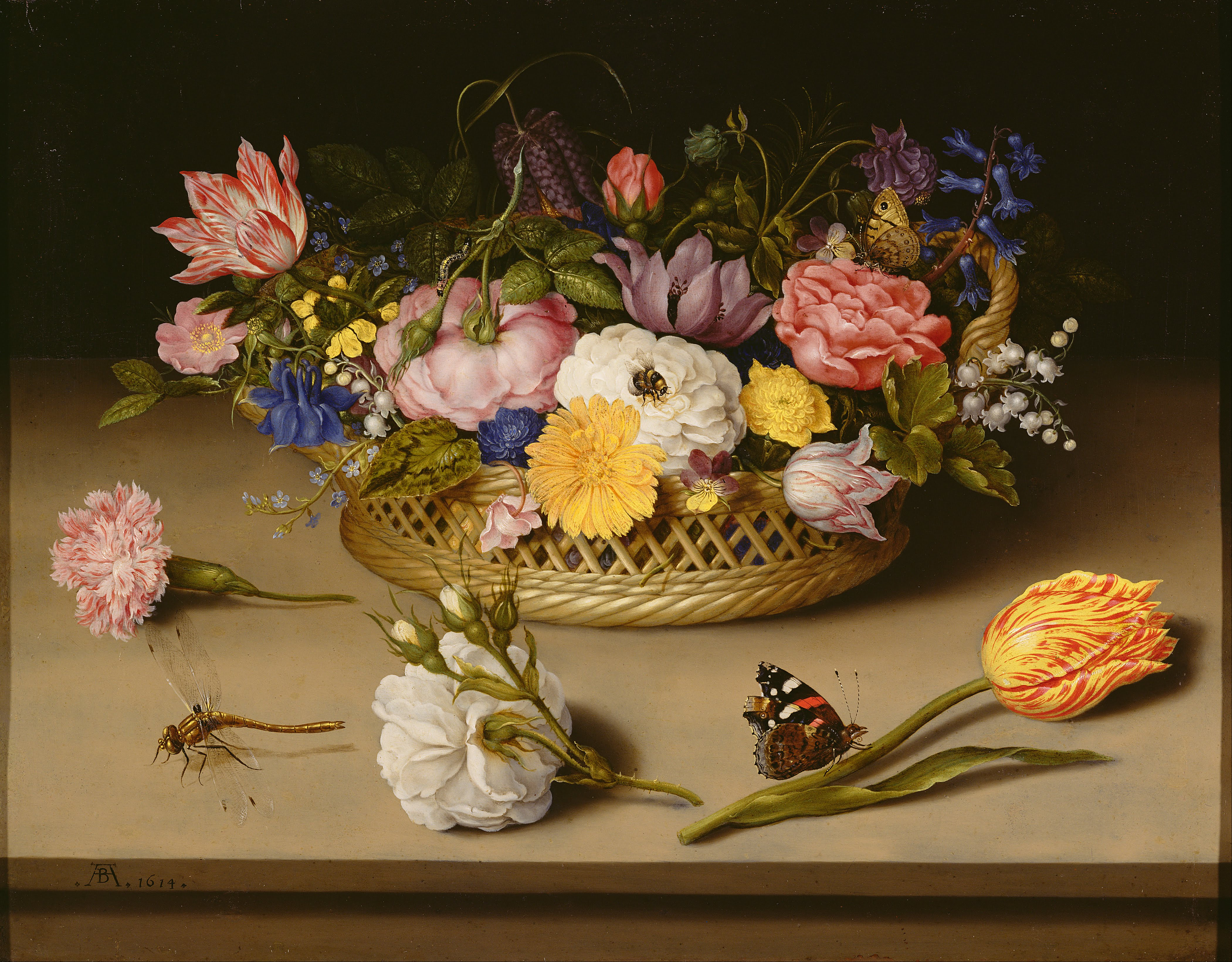
Ambrosius Bosschaert, 1614 : un vulcain et un tircis.

Johannes Bosschaert, musée du Louvre : 2 papillons dont un vulcain à droite.

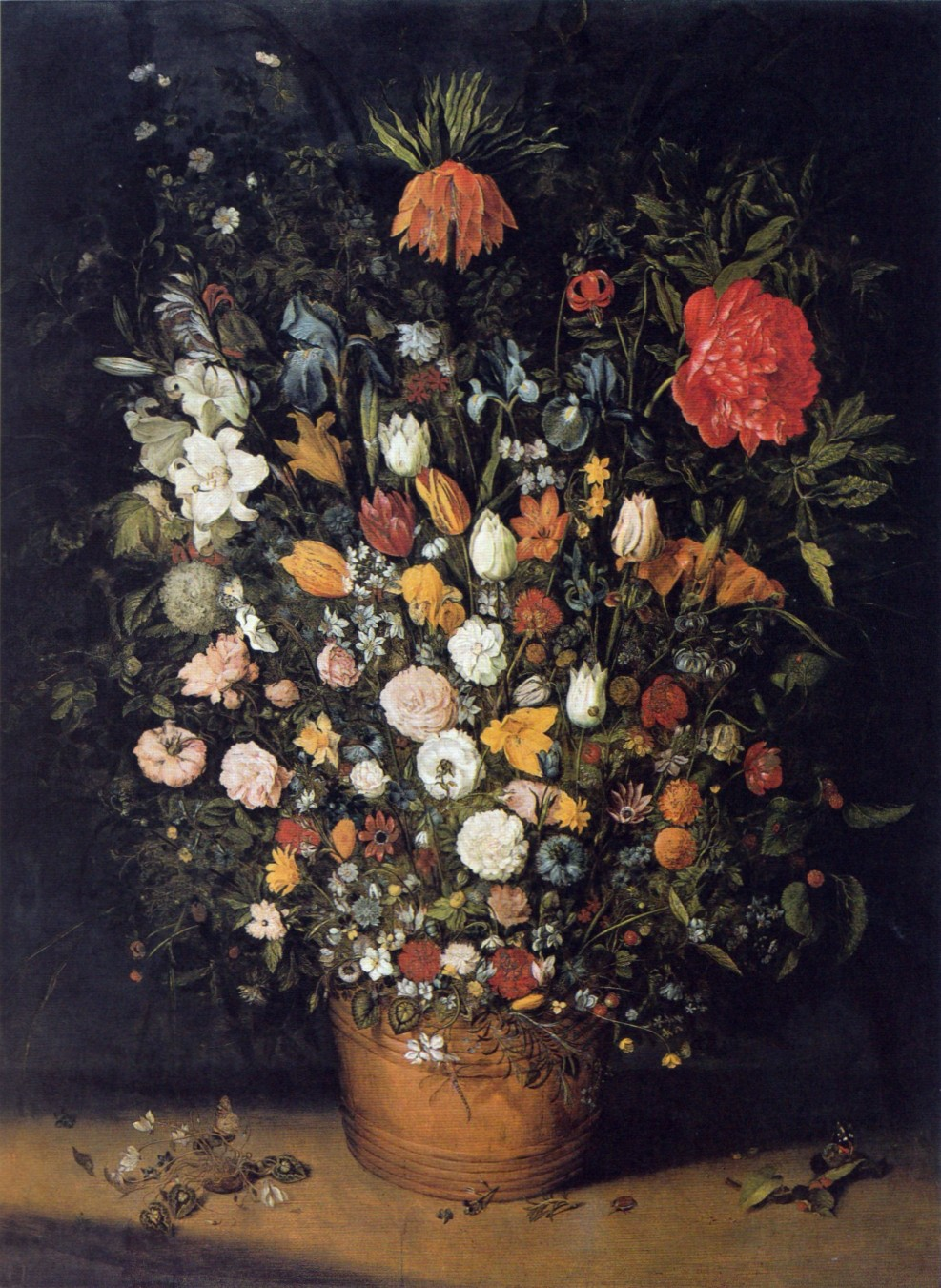
Jan Brueghel l'Ancien, 1603, Alte Pinakothek, Munich : 2 papillons dont un vulcain en bas à droite.

Jan Davidsz de Heem, c. 1645 : 3 papillons, de haut en bas un vulcain, un citron et un souci.

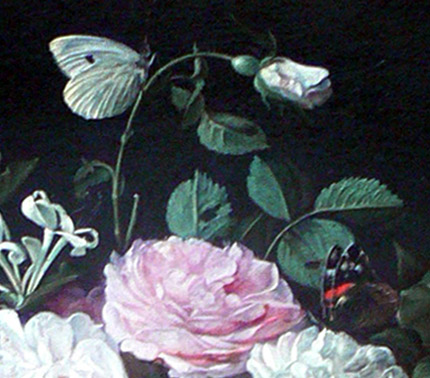
Philips de Marlier, 1640 (détail), musée royal des Beaux-Arts d'Anvers : une piéride du chou et un vulcain.

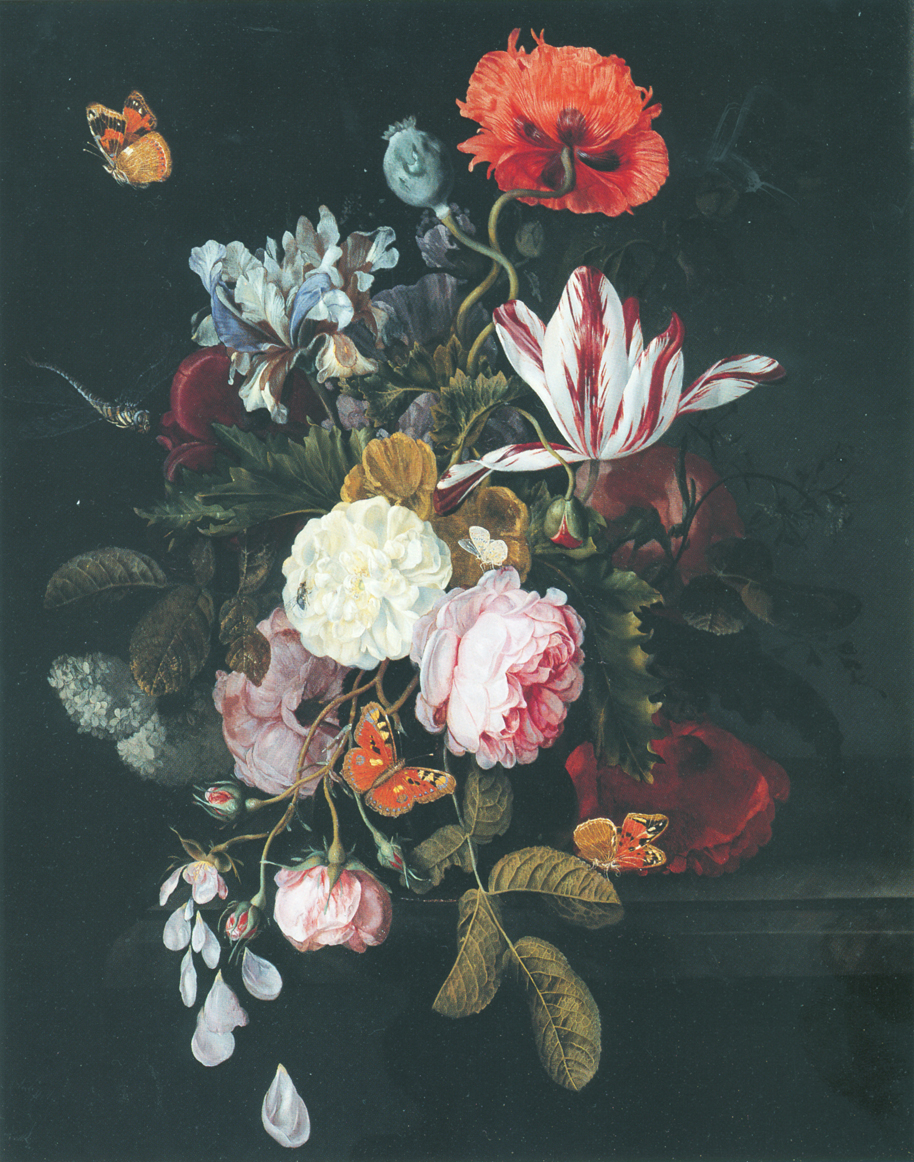
Cornelis Kick : papillons ressemblant à des petites tortues.

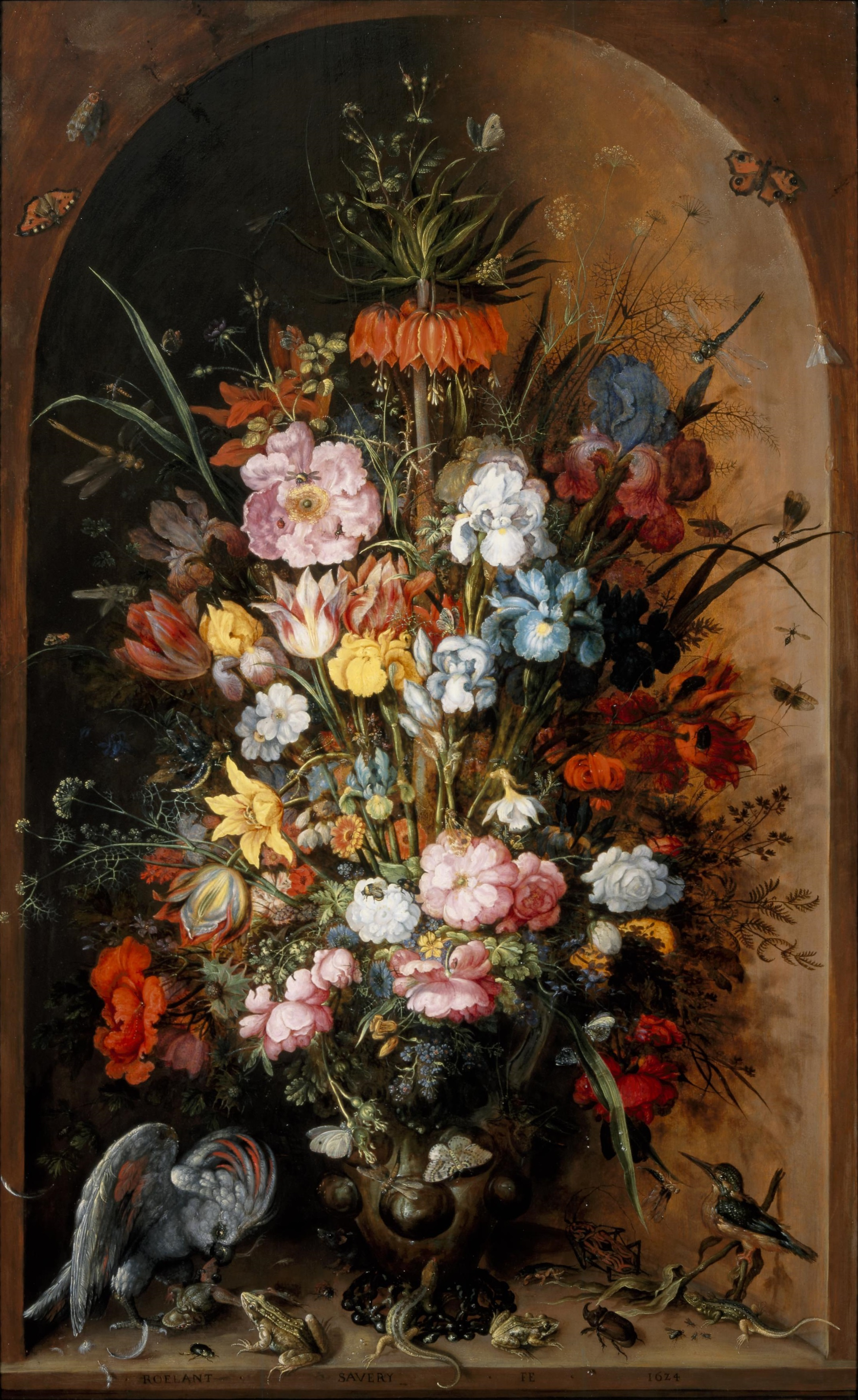
Roelandt Savery, 1624 : 9 papillons dont un paon du jour en haut à gauche

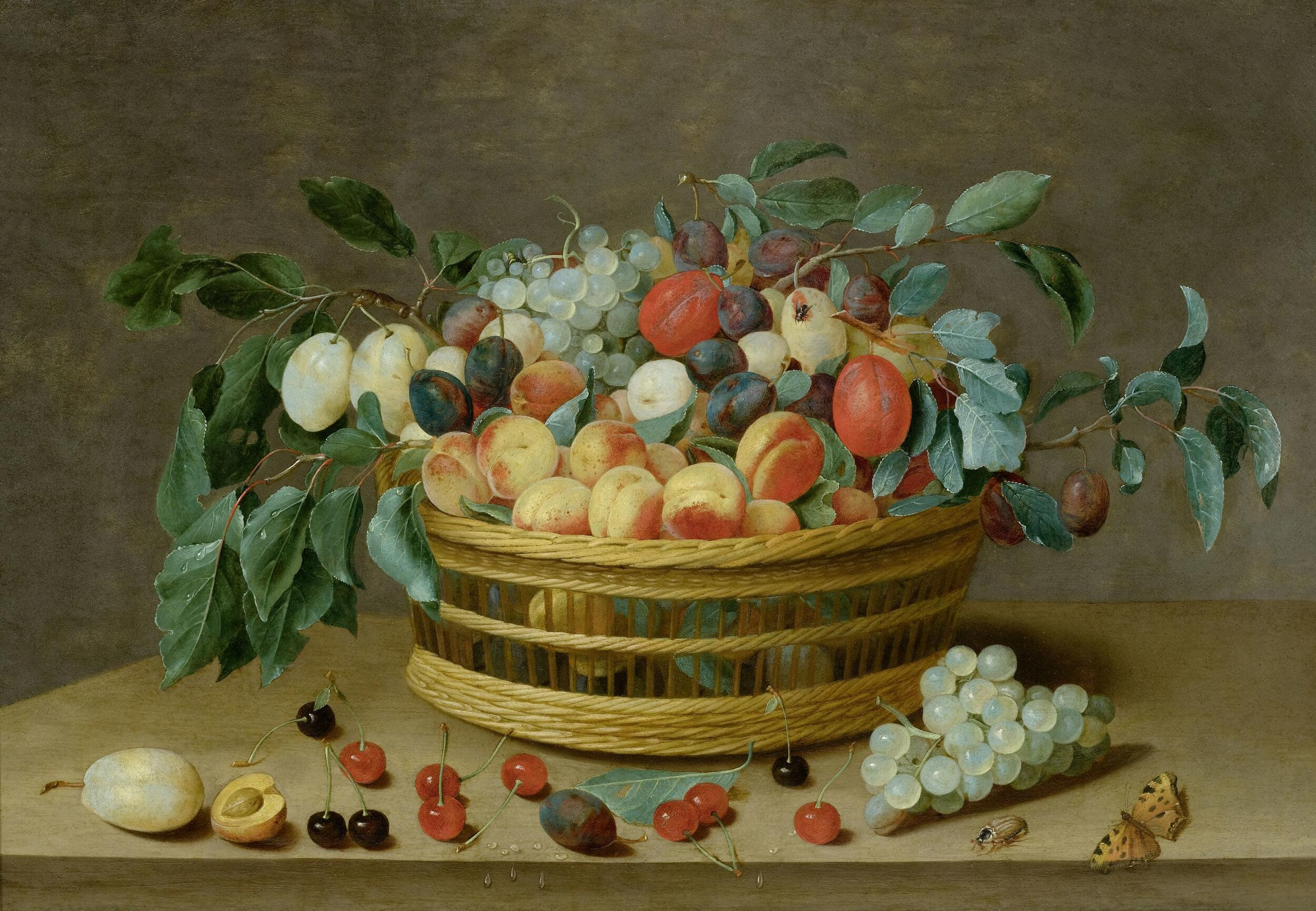
Isaak Soreau, vers 1640 : une grande tortue.

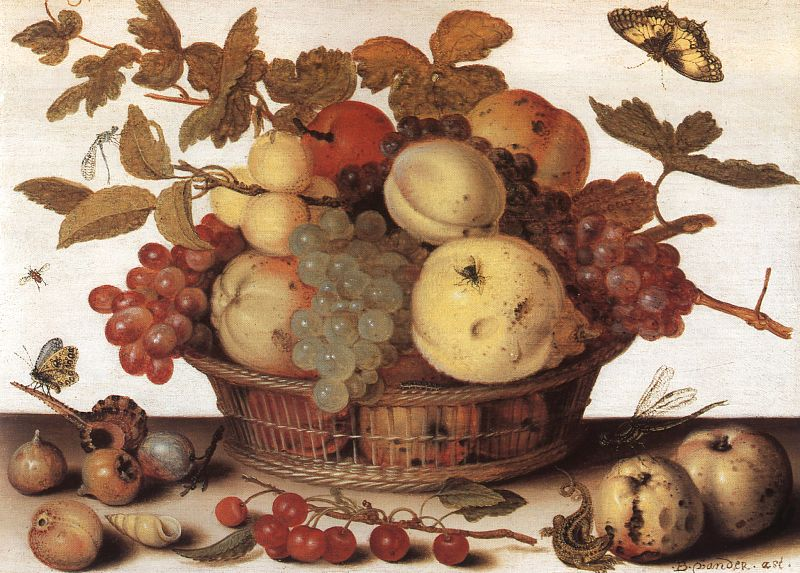
Balthasar van der Ast, 1632 : 2 papillons dont un machaon en haut à droite.

Jan van Huysum, 1724 : 4 papillons dont un vulcain et une piéride à droite.

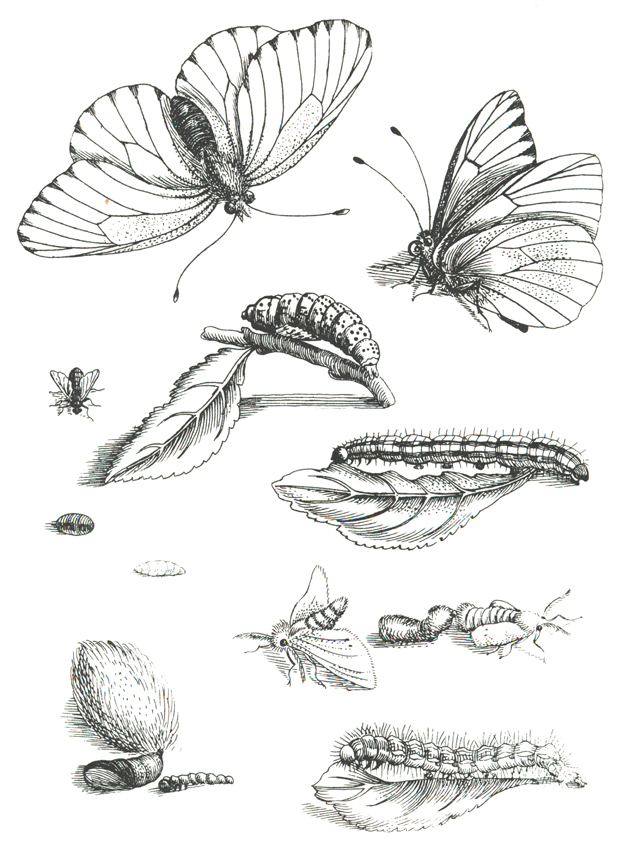
Anna Maria Sibylla Merian (1647-1717), planche de Erucarum Ortus (1679-1717).

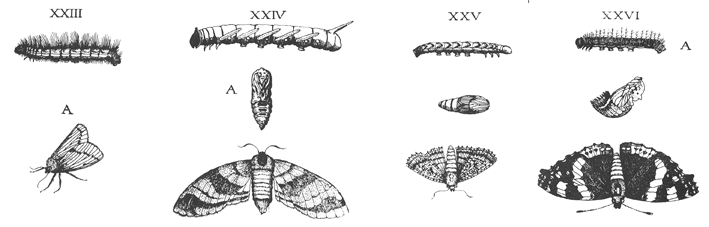
Jan Goedart, planche de Metamorphosis et historia naturalis, 1663.

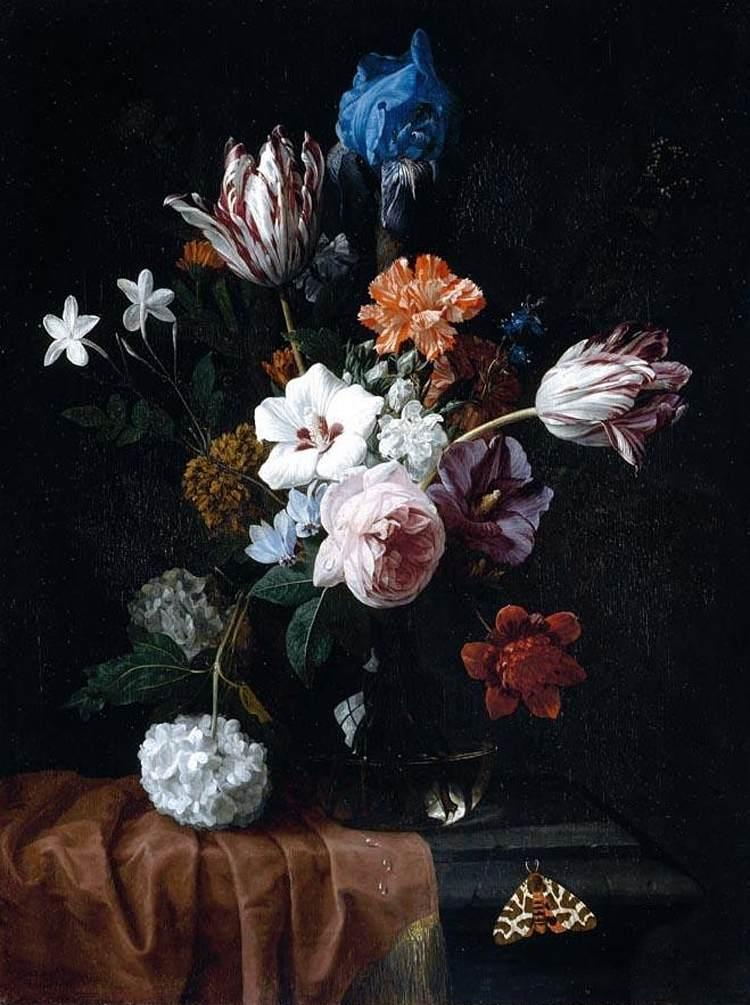
Nicolaes van Verendael

- Osias Beert (Flandres, c. 1580-1623) : piéride du chou, paon du jour, vulcain
- Osias Beert le jeune (Flandres 1622-1678) : piéride du chou
- Abraham Begeyn (1637-1697) : piéride du chou, paon du jour, vulcain, petite tortue
- Peter Binoit (1590/93-1632)
- Abraham Bosschaert (vers 1612-après 1635) : vulcain, piéride
- Ambrosius Bosschaert (Anvers, 1573 – Middelbourg, 1621) : piéride du chou, lycène, vulcain, paon du jour, petit nacré, petite tortue, tircis, mégère
- Johannes Bosschaert (Middelbourg, vers 1610 – Utrecht, vers 1650) : vulcain
- Abraham Bruegel (Anvers, 1631 – Naples, 1690) : vulcain, mégère
- Jan Brueghel l'Ancien (Bruxelles, 1568-1625) : aurore, vulcain, lycène ; Zérène du groseillier
- Jean-Christian Coclers (XVIIe) : aurore, vulcain
- Adriaen Coorte (1685-1723) : petit nacré
- Cornelis Cornelisz van Haarlem (1562 - Haarlem, 11 novembre 1638) : machaon et grande tortue dans La Chute de Lucifer ou La Chute des Titans (Statens Museum for Kunst, Copenhague)
- Laurens Craen (actif c.1655-1664) : machaon
- Juan de Arellano (Santorcaz, 1614 - Madrid, 1676) : papillons imaginaires
- Charles William de Hamilton (1668, Bruxelles – 23 février 1754 Augsbourg) : vulcain, petite tortue, piéride du chou,  mégère, demi-deuil
- Cornelis de Heem (Leyde, 1631 - Anvers, 1695) : piéride du chou, vulcain, petit nacré
- Jan Davidsz de Heem (Utrecht, 1606 - Anvers, 1684) : machaon, piéride du chou, aurore, citron, vulcain, petit nacré ; Zérène du groseillier, Sphinx demi-paon
- Philips de Marlier (1573-1668) : argus bleu
- Ottmar Elliger l'Ancien (1633 - 1679) : aurore, vulcain
- Georg Flegel (Olmütz, 1566 - Francfort-sur-le-Main, 1638) : aurore, paon du jour
- Pieter Gallis (1633 - Hoorn, 1697) : piéride, vulcain
- Jan Pauwel Gillemans (Anvers, 1618 - Anvers, 1675) : vulcain
- Jan Goedart (XVIIe) : piéride du chou, aurore
- Tomás Yepes (Valence, 1650 - 1675) : piéride du chou, vulcain
- Joris Hoefnagel (Anvers, 1542 - Vienne (Autriche), 1600) : vulcain, Robert le Diable, belle-dame, petite tortue, mégère, lycène
- Cornelis Kick (Amsterdam, 1635 - Amsterdam, 1681)
- Jacques Linard (Troyes, 1597 - Paris, 1645) : paon du jour, Lichénée jaune, phalène ocellée
- Christian Luycks (Anvers, 1623 - 1670) : piéride du chou[29]
- Jacob Marrel (Frankenthal, 1613-1614 - Frankfurt, 1681) : belle-dame
- Abraham Mignon (Francfort, 1640 - Utrecht, 1679) : aurore, paon du jour, vulcain, lichénée jaune
- Jean-Baptiste Morel (1662 - 1732) : piéride du chou
- Jan Mortel (Leyde, 1650 - 1719) : paon du jour, petit nacré, piéride du chou
- Martinus Nellius (c. 1621 - 1706) : vulcain, souci, grand paon de nuit
- Jean-Michel Picart (Anvers, 1600 - Paris, 1682) : vulcain
- Simon Renard de Saint-André (1613 - 1677) : vulcain
- Jakobius Rootius (1624 - 1666) : piéride du chou
- Rachel Ruysch (La Haye, 1664 - Amsterdam, 1750) : piéride du chou, belle-dame, petite tortue, cuivré commun, lycène bleu ; grand paon de nuit, phalène du sureau, Zérène du groseillier
- Daniel Seghers (Anvers, 1590 - Anvers, 1661) : machaon, piéride, aurore, citron, vulcain, petit nacré
- Roelandt Savery (Courtrai, 1576 - Utrecht, 1639) : grande tortue
- Jan Soreau (1591 - 1626) : piéride du chou, vulcain
- Isaak Soreau (Hanau, 1604 - Hanau, après 1638) : piéride (?), vulcain
- Willem van Aelst (1627 - c.1683) : piéride du chou, vulcain
- Balthasar van der Ast (1593 - 1657) : machaon (Corbeille de fruits, Gemäldegalerie (Berlin)) , paon du jour, vulcain, belle dame, mégère
- Elias van den Broeck (Amsterdam, 1630 - 1708) : vanesse (?)
- Barend van der Meer (c. 1659) : vulcain
- Adriaen van der Spelt (c. 1658) : vulcain
- Jan Baptist Van Furnenburgh (Anvers, 1585 - La Haye, c.1650) : vulcain, petite tortue, lycène (imaginaire ?)
- Jacob van Hulsdonck (Anvers, 1582 - Anvers, 1647) : piéride du chou, vulcain, grande tortue, Agreste, mégère
- Jan van Huysum (Amsterdam, 1682 - Amsterdam, 1749) : piéride du chou, vulcain, fadet commun, cuivré commun, mégère
- Jan van Kessel (Anvers, 1626 - Anvers, 1679) : machaon, gazé, piéride du chou, aurore, souci, citron, sylvain azuré, paon du jour, belle-dame, petit nacré, tircis, mégère, argus bleu ; Zygène, écaille martre, Écaille fermière, Petit paon de nuit, Zérène du groseillier
- Philip van Kouwenbergh (1671-1729) : piéride du chou, écaille martre
- Adriaen van Nieulandt (1587 - 1658) : écaille martre
- Maria van Oosterwijk (1630 - 1693) : vulcain, paon du jour
- Juriaen van Schrieck (1632 - 1687) : vulcain, lycène, hachette
- Otto Marseus van Schrieck (Nimègue, 1619 - Amsterdam, 1678) : piéride du chou, gazé, citron, paon du jour, vulcain, belle-dame, petite tortue, lycène; hachette
- Joris van Son (Anvers, 1623 - Anvers, 1667) : piéride du chou
- Theodoor van Thulden (1606 - 1669) : piéride du chou, vulcain
- Nicolaes van Verendael (1640 - 1691) : paon du jour, Zérène du groseillier
- Gaspar Pieter Verbruggen II (1664-1730) : vulcain
- Jacob van Walscappelle (1644 - 1727) : noctuelle (?)
- Matthias Withoos (1627 - 1703) : machaon, aurore; écaille martre
- Jacob Vosmaer dit Wouters (1584 - 1640) : piéride du chou, aurore

### Interprétations
Dans la peinture flamande et hollandaise, les objets, les êtres et les fleurs des natures mortes conservent durant la première partie du XVIIe siècle une signification symbolique qui s’efface à mesure qu’elles se transforment en bouquets d’apparat ou trophées de chasse. Les représentations de papillons semblent s'inscrire dans cette dimension initiale.
Il pourrait sembler que le lépidoptère, par le caractère éphémère de son existence, soit une évocation de la fuite du temps qui entraîne toute chose vers sa perte et fasse allusion à la précarité de la vie humaine. Il constituerait un symbole parmi d’autres (fleurs dont quelques pétales jonchent les tables, fruits que guettent les taches de pourriture, crânes des Vanités ou coquillages vides, bulles de savon, verres renversés, objets en équilibre instable, bougies consumées, sabliers ou montres) encourageant à se souvenir de la mort (« Memento mori »), à se détacher des biens terrestres et de l’orgueil, à se soucier de son salut. C’est ainsi devant un crâne humain que Jacques Linard introduit un paon du jour ou Adrian Van Nieulandt une écaille martre.
Sans que la signification spirituelle de la nature morte en soit fondamentalement modifiée, une autre interprétation avance que le papillon, né d’une chrysalide apparemment sans vie considérée comme représentation du passage de l’homme sur terre, a été considéré comme l'image de la destinée de l’âme et symbole de résurrection. 
Dans les « arènes métaphysiques » que constituent les scènes forestières, le papillon se rangerait par ailleurs parmi les êtres purs, célestes (avec les oiseaux) opposés aux animaux impurs, diaboliques (mouches, libellules, sauterelles, hannetons, lucanes, araignées ou écureuils), qui parfois le menacent (lézards). Le regard d'aujourd'hui a largement oublié cette « entomologie moralisée », aisément identifiable pour les contemporains des peintres, qui prête une dimension surnaturelle aux êtres naturels. 
« Cependant, de même que, dans les natures mortes du XVIIe siècle, les bouquets deviennent de véritables encyclopédies botaniques, rassemblant le plus grand nombre possible d'espèces, la figuration des lépidoptères reflète simultanément le goût d'une observation et d'une exploration, encore largement préscientifiques, du réel. Les richesses de la nature s'y trouvent célébrées en une attitude où commence de percer obliquement l'infiltration des principes de la connaissance scientifique » (Jan Goedart), a-t-on résumé : « Restent, irréductibles, la lumière poudreuse des piérides, l'éclat fulgurant de Vanessa atalanta ou d'Inachis io — les vieux peintres manifestent combien ils sont sensibles, quand bien même il n'est plus au long des siècles spontanément saisi comme manifestation de la présence divine, aux multiples splendeurs de l'apparence du monde des vivants^. »

## Dans les œuvres desXVIIIeetXIXesiècles

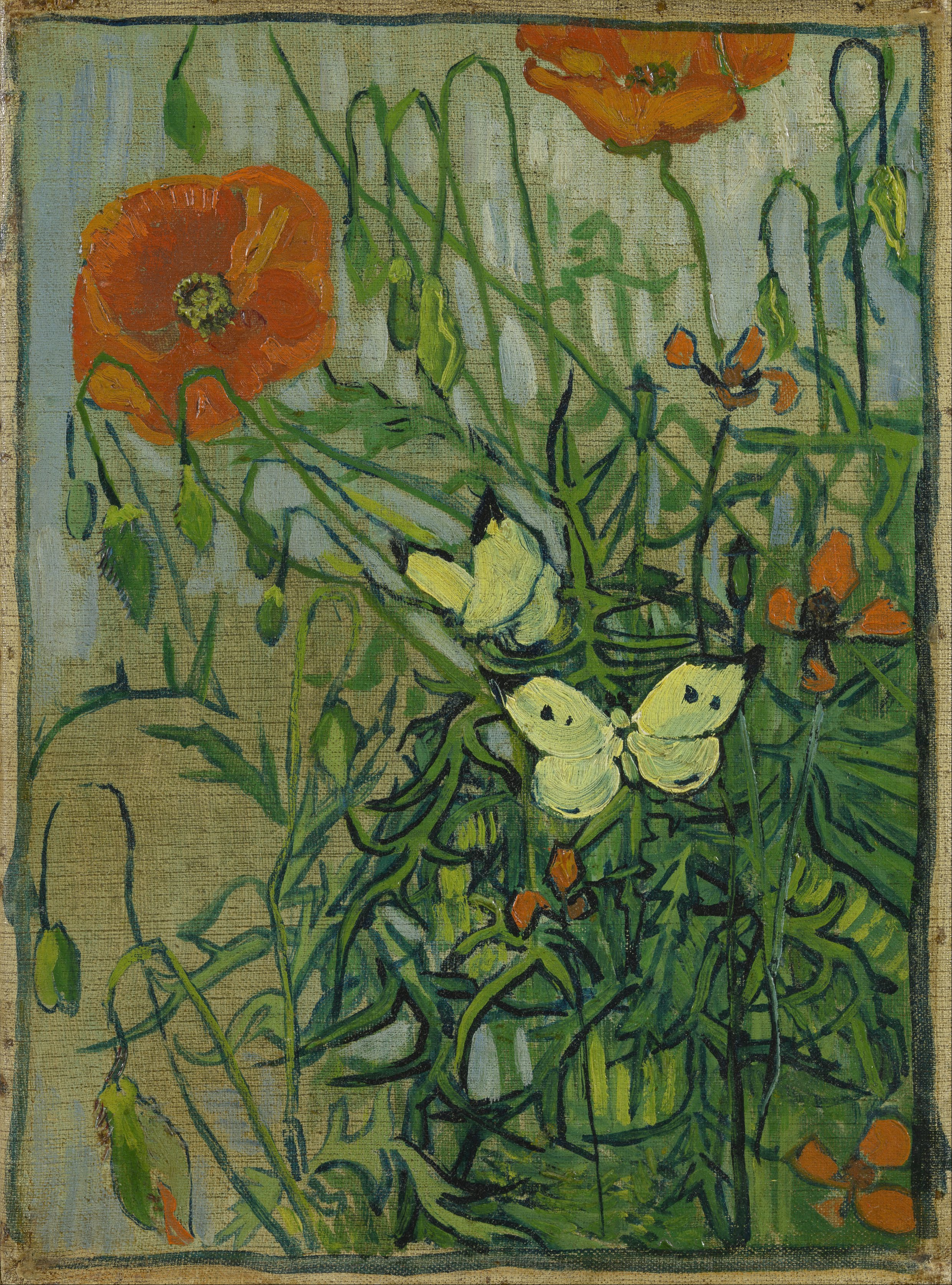
Vincent van Gogh, Sphinx tête de mort, 1889, musée van Gogh, Amsterdam
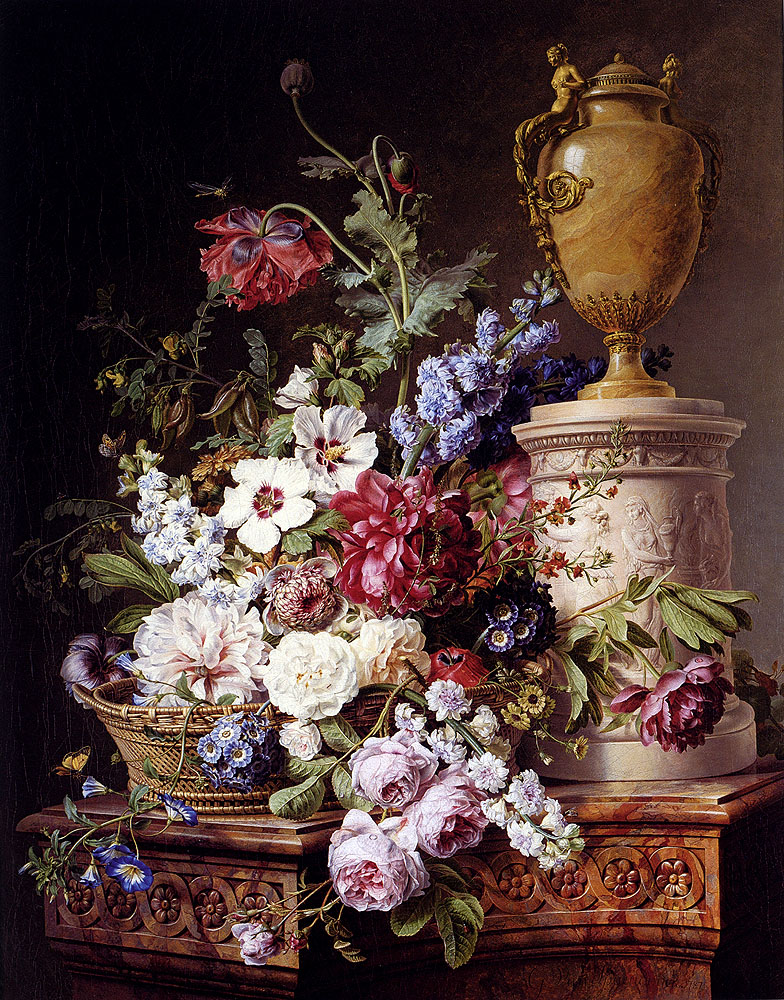
Gerard van Spaendonck, 1787
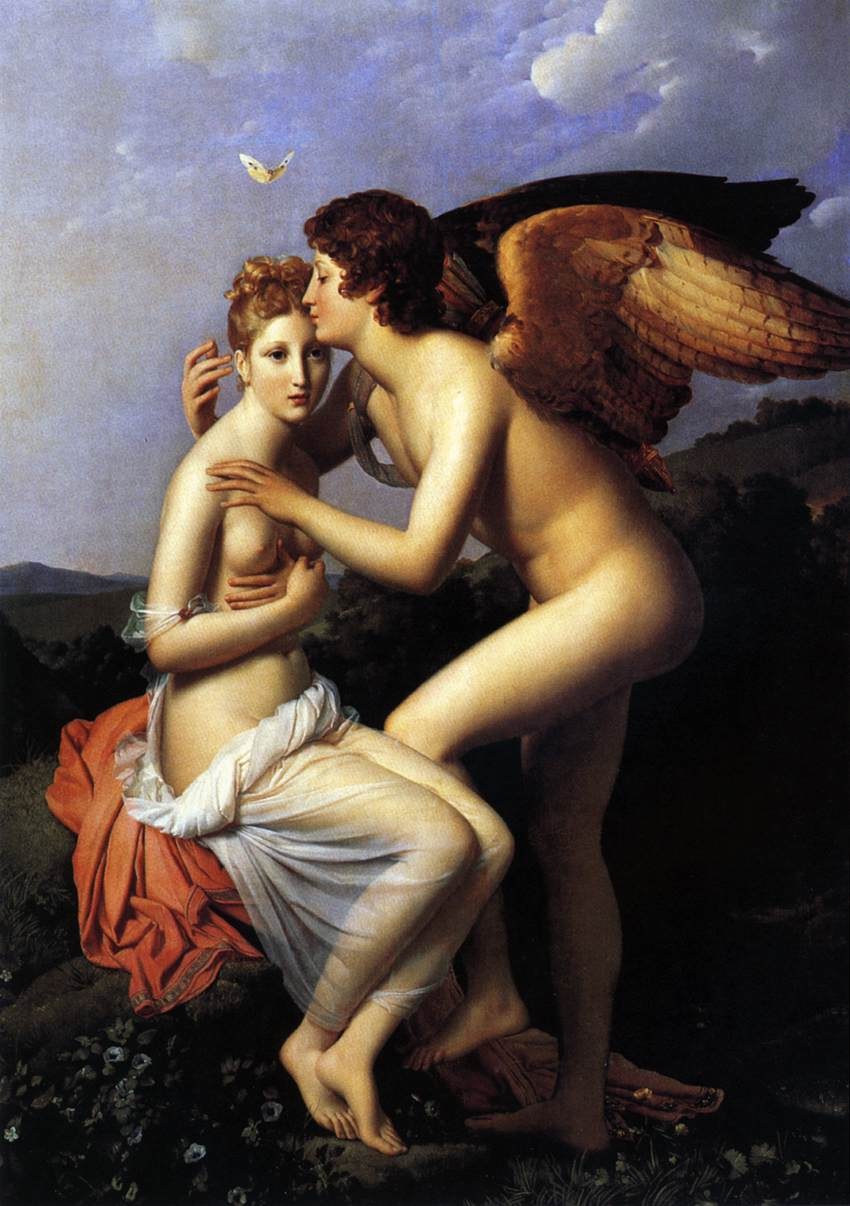
François Gérard, Psyché et l'Amour, 1798, musée du Louvre.
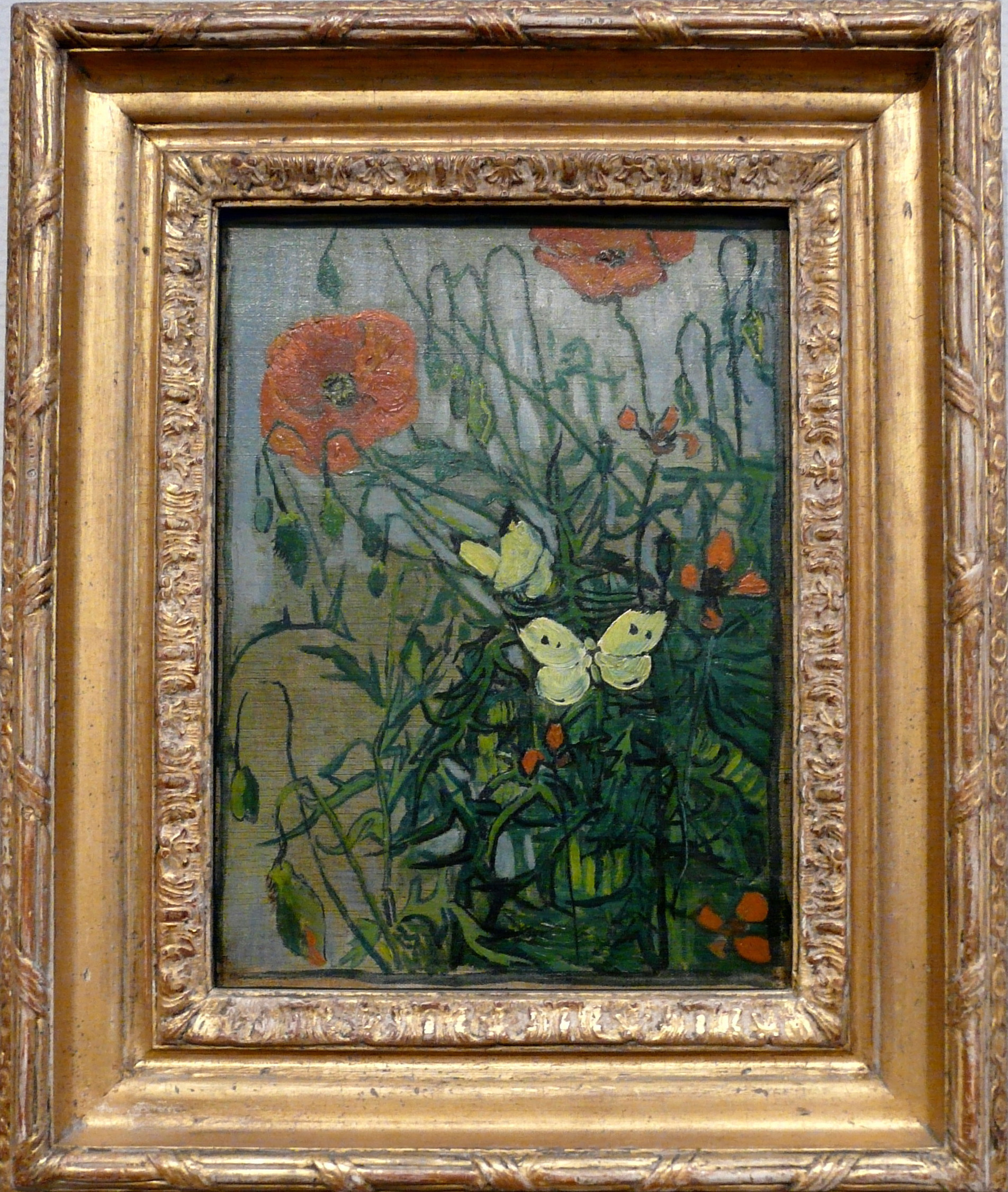
Vincent van Gogh, 1890, Coquelicots et papillons, musée van Gogh, Amsterdam
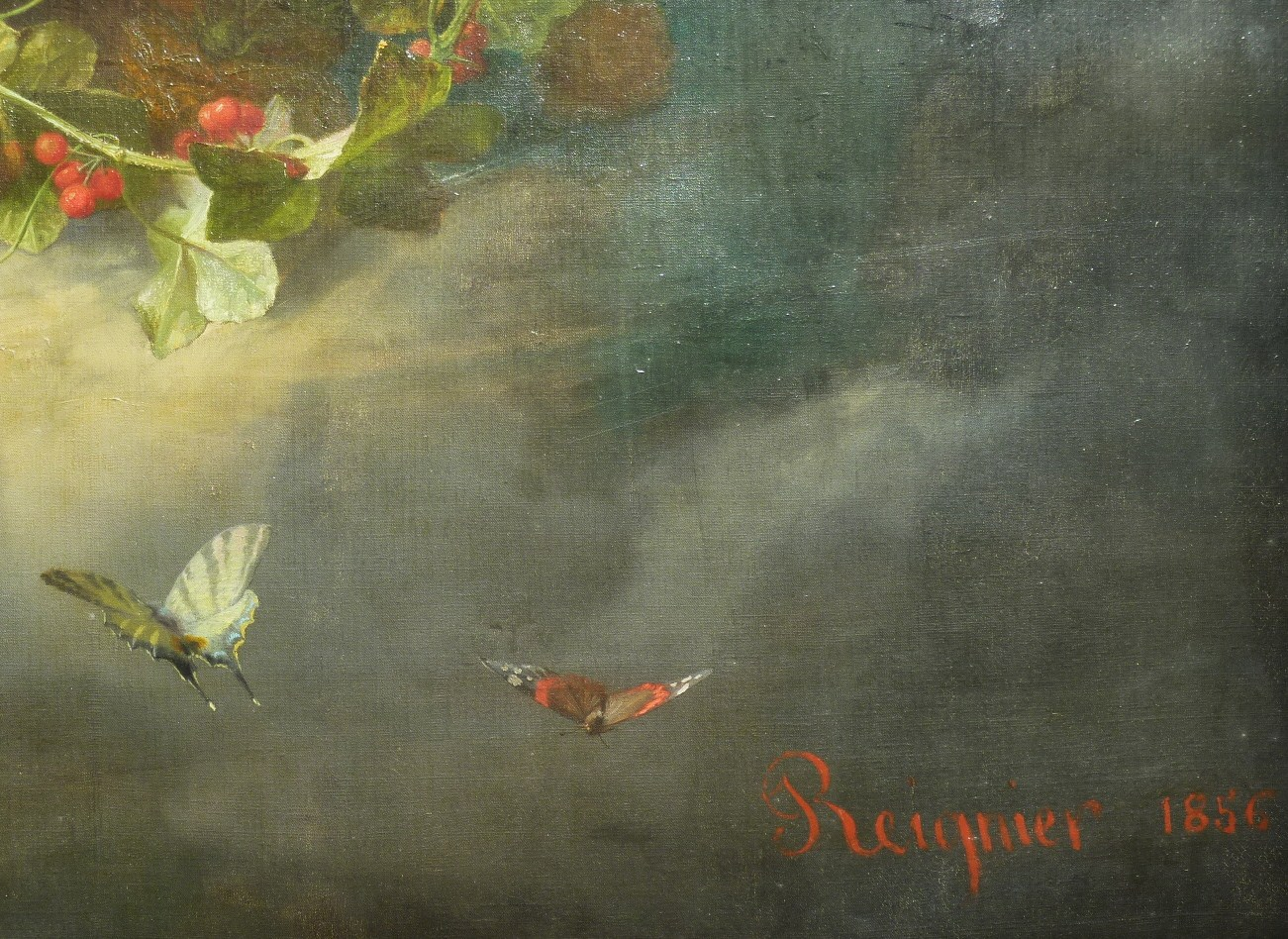
Jean-Marie Reigner, À la mémoire de la reine Hortense, 1856, détail.

### XVIIIesiècle
- Coenraet Roepel (actif c. 1723)
- Jean-Baptiste Oudry (Paris, 1686 - Beauvais, 1753) : Atlas atticus
- Martin van Dorne (Louvain, 1736 - 1808)
- Henry Fuseli (Zurich, 1741 - Putney Hill, 1825) : sphinx imaginaires
- Gerard van Spaendonck (Tilburg, 1746 - Paris, 1822) : souci
- Christiaen van Pol (Berkenrode, 1752 - Paris, 1913) : paon du jour, vulcain
- Johann Amandus Winck (1754-1917) : paon du jour
- Jan Frans van Dael (Anvers, 1764 - Paris, 1840) : piéride du chou, demi-deuil, petite tortue, paon du jour, aurore, vulcain
- François Gérard (Rome, 1770 - Paris, 1837)

- Psyché et l'Amour, 1798, musée du Louvre (une piéride du chou)
- François Lepage (1796-1971) : vulcain, aurore

### XIXesiècle
- Jean-Marie Reigner (1815-1886)

- À la mémoire de la Reine Hortense, 1856 (musée des beaux-arts de Lyon) : un flambé et un vulcain
- Dante Gabriel Rossetti (Londres, 1828 - Birchington-on-Sea, 1882)

- Venus Verticordia, 1864 : pomme
- Félicien Rops (Namur, 1833 - Essonnes, 1898) :

- frontispice de L'Initiation sentimentale de Joséphin Peladan (musée du Louvre) : papillon imaginaire
- Vincent van Gogh (Groot-Zundert,1853 - Auvers-sur-Oise, 1890)

- Deux papillons blancs, 1889, 55 × 45,5 cm, (musée van Gogh, Amsterdam). Le tableau est peint à Arles au printemps 1889 : deux piérides
- Sphinx tête de mort, 1889, 34 × 23,5 cm, (musée van Gogh, Amsterdam). Le tableau est peint à Saint-Rémy en mai 1889 : malgré le titre usuel, il s'agit en fait d'un grand paon de nuit.
- Coquelicots et papillons, 1890, 32 × 23,5 cm, (musée van Gogh, Amsterdam). Le tableau est peint à Saint-Rémy en avril-mai 1890 : piérides
- L'herbage aux papillons dans le jardin de l'hospice Saint-Paul, 1890, 64,5 × 81 cm, (National Gallery, Londres). Le tableau est peint à Saint-Rémy en mai 1890 : trois piérides

## Dans les œuvres duXXesiècle

### Jean Dubuffet et Pierre Bettencourt
Les papillons demeurent présents dans les œuvres d’un petit nombre de peintres modernes, tels Jean Dubuffet (1901-1985), reconnu comme l’un des phares de l'art du XXe siècle par son exploration des matières.
Après un séjour en Savoie en 1953 avec son ami Pierre Bettencourt, qui compose de petits tableaux avec des ailes de papillons, Dubuffet en réalise lui-même, à l'aide des papillons communs qu'il a chassés, dans une première série d'une douzaine d'œuvres aux dimensions modestes, la plupart verticales, représentant de façon allusive des silhouettes humaines ou des visages. 
Installé en 1955 à Vence, Dubuffet s'engage dans une deuxième série d'une trentaine d'œuvres, désormais horizontales, qui se développe dans la dimension d’un paysagisme féerique. Les ailes, généralement des mêmes espèces, composent des sols dont elles constituent les pierres, les graviers ou, réunies en pétales et feuilles, une irréelle botanique. En 1957 quelques autres œuvres seront encore réalisés par le peintre.
Dans la suite de ses travaux des deux décennies suivantes, cependant, « qui ne voit dans la trame des mille et un dessins de L'Hourloupe, celle, grossie, d’une aile de papillon ? » interrogera Bettencourt,

### Autres peintres et sculpteurs occidentaux
(Ordre alphabétique)
- Arman (1928-2005) : Papillons, vers 1975 [accumulation de papillons exotiques sous plexiglas (pièce unique, 60 × 40 cm)]
- Mario Avati (1921-2009) : L'Arche de Noé, 1970
- Baya (1931-1998): plusieurs dessins de papillons imaginaires
- Chicco Beiso : plusieurs dessins de papillons schématisés
- Jean Bertholle (1909-1996) : panneau de paravent, années 1940 [un papilionidae ]
- Roger Bissière (1896-1964) : papillon rouge imaginaire[36]
- Bernard Buffet (1928-1999) : Papillon, 1963, 1997, Papillon vert, 1996.
- Alexander Calder (1898-1976) : Dragon rouge et papillon, 1950, peinture ; Spring morning, 1962, Composition au papillon, 1967, Papillon et arbre, 1968, Buterfly and spiral, 1970, Composition aux papillons, 1976, lithographies.
- Salvador Dalí (1904-1989) : Allégorie de la soie, 1950 [papillons exotiques]; Allégorie de l'âme, technique mixte et collage, 1951 [un machaon] ; Paysage avec des papillons [deux papillons exotiques] ; Roussillon, affiche pour les chemins de fer français, 1969 [quatre papillons exotiques]
- Robert Desnos (1900-1945) : Paysage au papillon, vers 1925 [un sphinx imaginaire]
- Max Ernst (1891-1976) : La Santé par le sport (collage et relief), 1920 : athlète au visage de papillon [Houston, Menil Collection]
- Esteban Francés (1913-1976) : Recuerdos de infancia, La mariposa, gouache, 1971-1972 [plusieurs papillons dont un vulcain et un papillon au corps féminin]
- Jane Graverol (1905-1984) : Lolita, 1960 [Un papillon imaginaire avec quatre ocelles-yeux posé sur la longue chevelure d'une jeune femme]
- Claudine Jamagne (1943) : vignettes illustrant Clins de Tom Gutt, 1974
- Fernand Léger : Papillon et fleur, 1937 ; Deux papillons sur une échelle, 1951
- Jean Le Moal (1909-2007) : 1942; Jardin, gravure, 1951 [un papillon très stylisé]
- Jean Lurçat (1892-1966) : papillons imaginaires sur plusieurs tapisseries], notamment Papillons catalans
- René Magritte (1898-1967) : La Place au soleil, gouache, 1956 [un petit lion « sur » un grand papillon imaginaire ressemblant à une vanesse]
- Denis Martinez (1941) : série de dessins de papillons imaginaires, 1991
- Assumpció Oristrell (1956) : El gripau i la papallona, 2004 [représentation schématique kabyle de papillon]
- Philippe Pasqua (1965) : série de sculpture Skull with butterflies
- Alicia Penalba (1913-1982), Ancêtre papillon, sculpture, 1955
- Yves Reynier (1946), Le passage secret, collage, 2011 [parmi les éléments cinq timbres représentant des papillons dont l'Apollon, le vulcain, la grande tortue]
- Pierre Roy (1880-1950) Papillon, Nantes, musée des Beaux-arts, acquis en 1967
- Clovis Trouille (1889-1975) : Le Palais des Merveilles, 1907 [un papillon sous l’aisselle de la femme dénudée centrale]

## Dans les civilisations non occidentales
De façon générale les croyances de nombreuses cultures associent les papillons au monde surnaturel. Ils sont souvent considérés comme la matérialisation des âmes des morts. Le même mot désigne ainsi, en grec ou en malgache, le papillon et l'âme.

### Égypte pharaonique

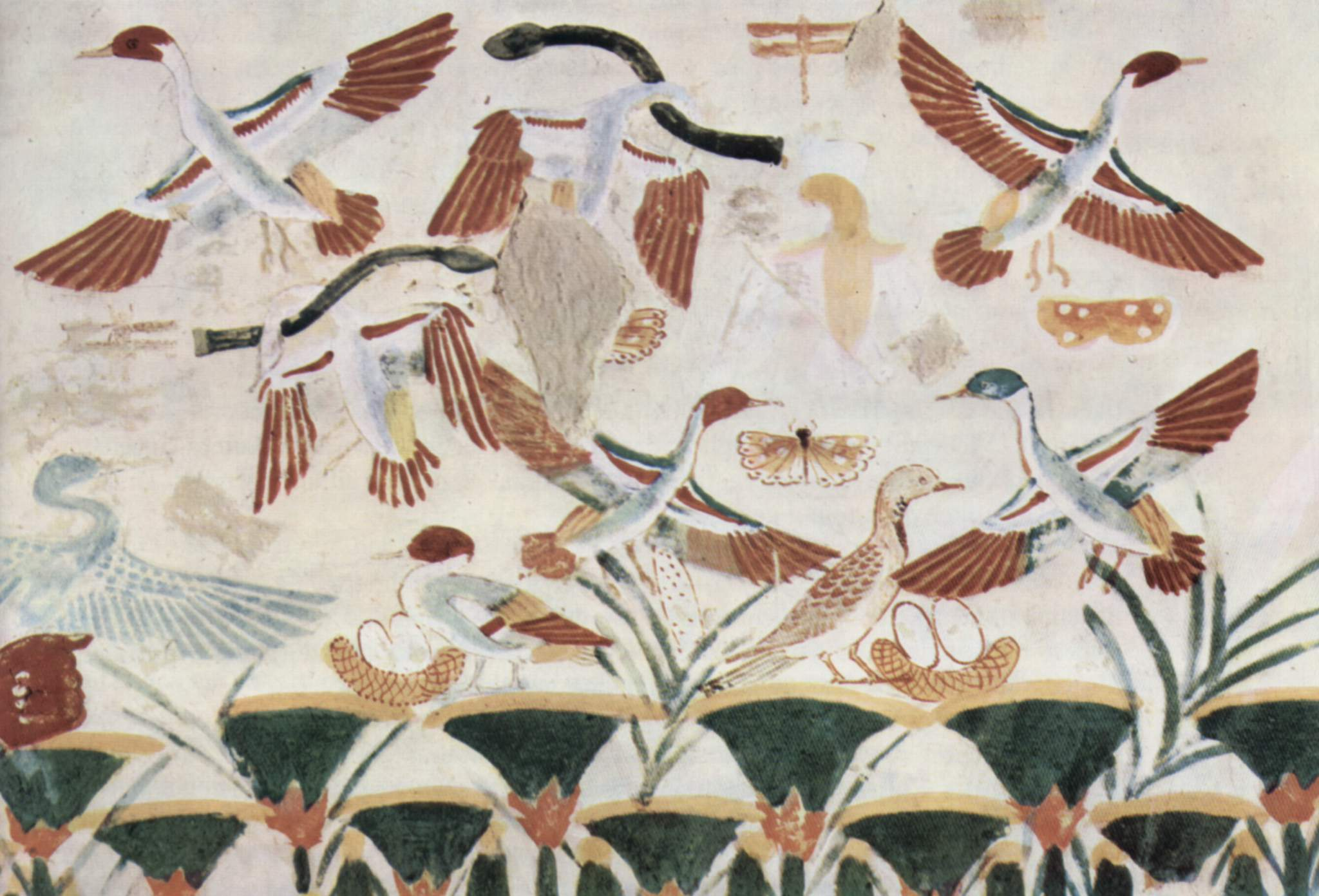
Tombe de Nakht.

Dans l'Égypte pharaonique, des papillons sont notamment représentés à Thèbes vers 3 000 ans avant notre ère dans la tombe de Neferhotep dont un fragment est conservé au musée du Louvre, vers 1564-1320 dans celle du Menna dans la vallée des rois, vers 1422 avant notre ère dans celle de Nakht, parmi des oiseaux, et vers 1370 avant notre ère dans celle du scribe et médecin Nebamon (Dra Abou el-Naga) (« Chasse aux oiseaux dans les marais »). 
Essentiellement présents dans des « scènes lacustres », les papillons « sont souvent aussi exactement rendus que s'ils avaient été repris d'un livre d'histoire naturelle », observe l'égyptologue Sir Walter Evans, mais apparaissent aussi très schématiquement dessinés. 
Un papillon est également figuré, vers 2450 avant notre ère, sur un bas-relief funéraire du mastaba de Ni-Ankh-Khnoum et Khnoumhoteb à Saqqara.

### Civilisation aztèque
Chez les Aztèques, il semble qu'un papillon encercle sa bouche dans certains portraits de Xochipilli, dieu du printemps et de la régénération. 
Un autre, imaginaire, est visible au centre d'un éventail de plumes provenant du trésor de Moctezuma. 
Un bijou en forme de papillon, découpé dans une feuille d'or a par ailleurs été trouvé dans une urne précolombienne du site de La Tolita en Équateur.

### Afrique
Quelques masques semblent être associés à des rites implorant la venue des vols de papillons, qui surviennent généralement après les premières pluies.

### Chine

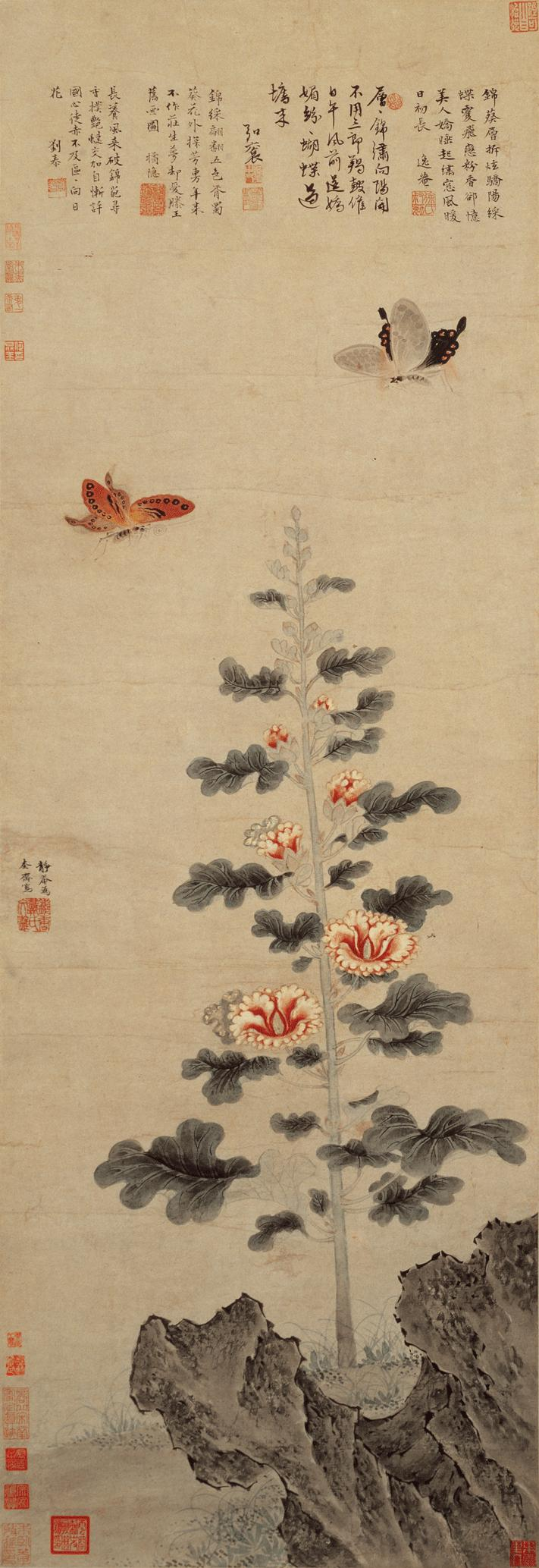
Dai Jin (1388–1462)

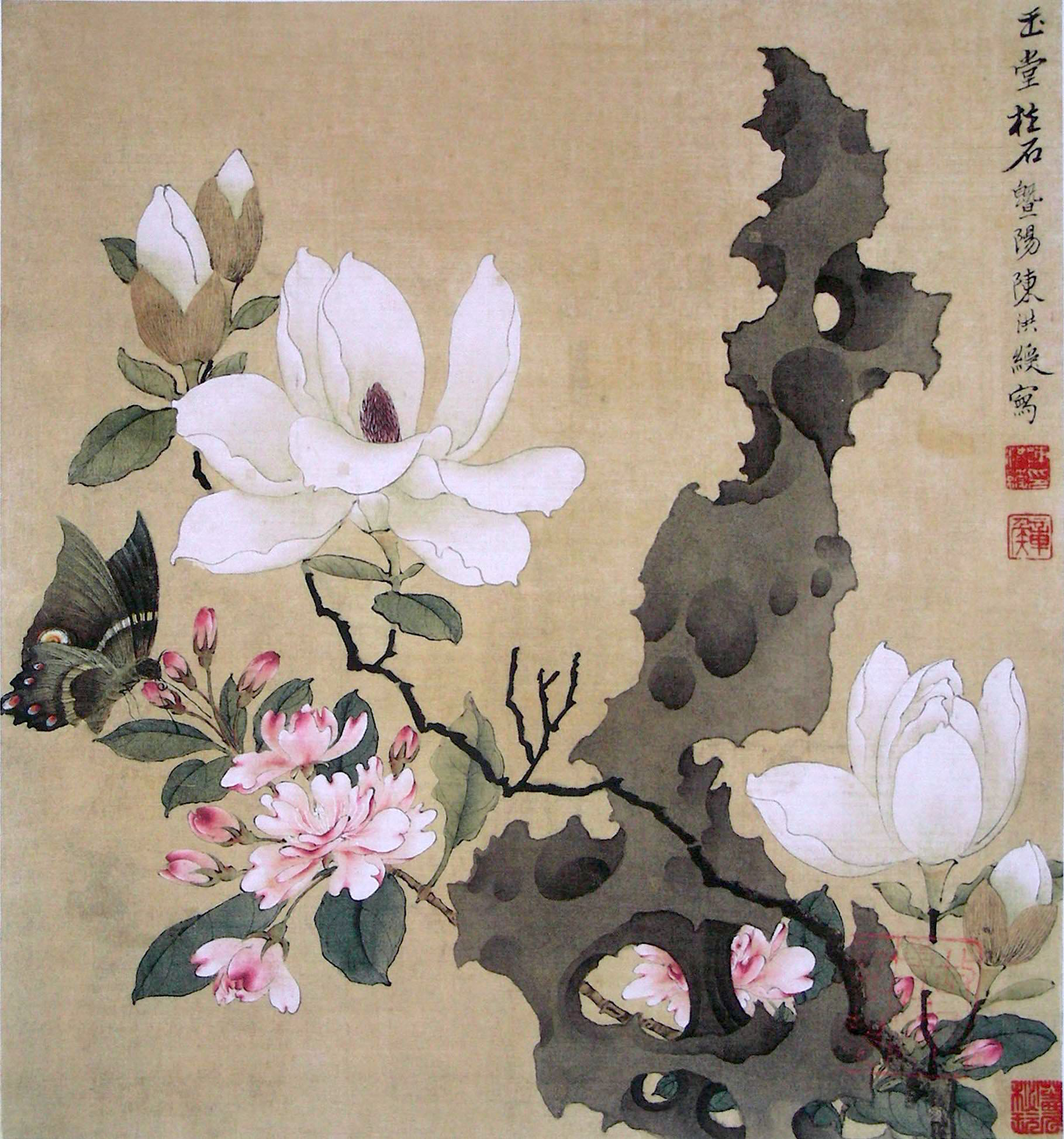
Chen Hongshou (1598-1652)

En Chine, la figuration des lépidoptères est présente dès le XIIe siècle. Elle se multiplie aux XVIIIe et XIXe siècles sur les peintures et les porcelaines, accompagnant des décors floraux, mais aussi sur les broderies et paravents. 
Parmi les artistes ayant représenté des papillons :
- Empereur Huizong (1082 - 1135)
- Dai Jin (1388–1462)
- Xie Chufang (XIVe siècle), Fascination de la nature, vers 1320[40]).
- Chen Hongshou (1598-1652

### Corée

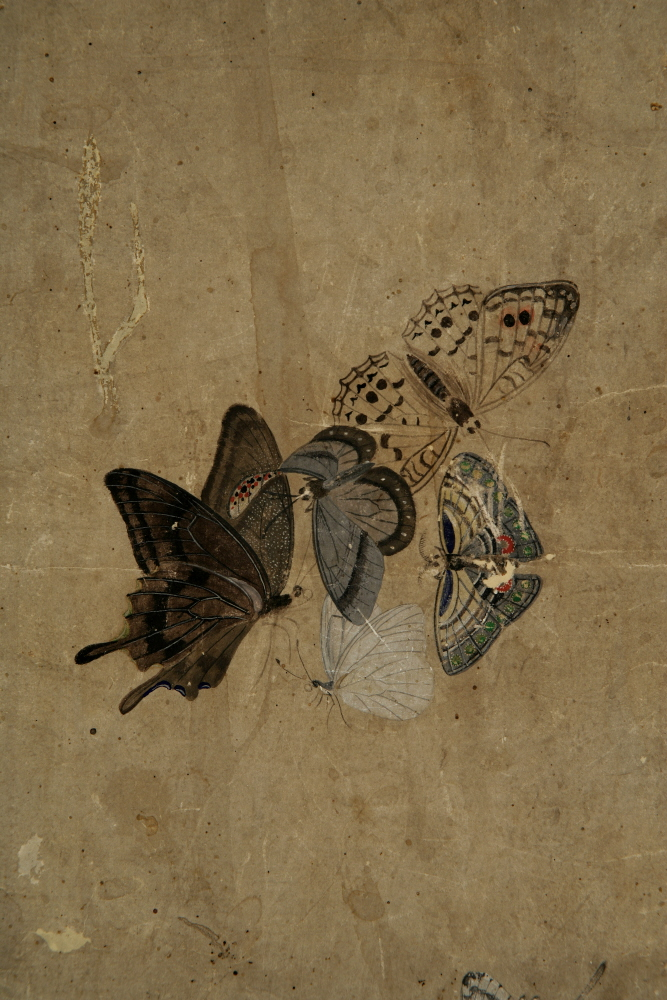
Période Joseon

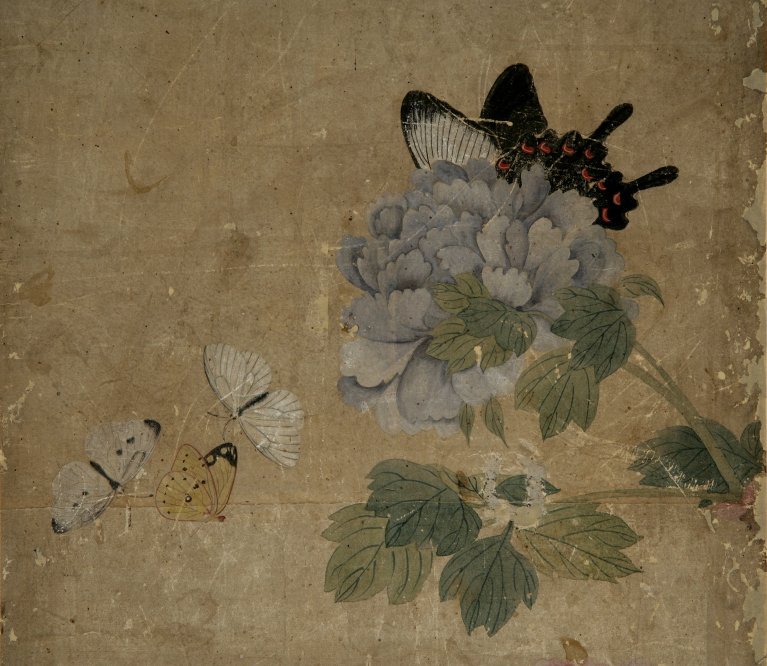
Période Joseon

En Corée de nombreux papillons sont représentés durant la période Joseon de façon réaliste.

### Japon

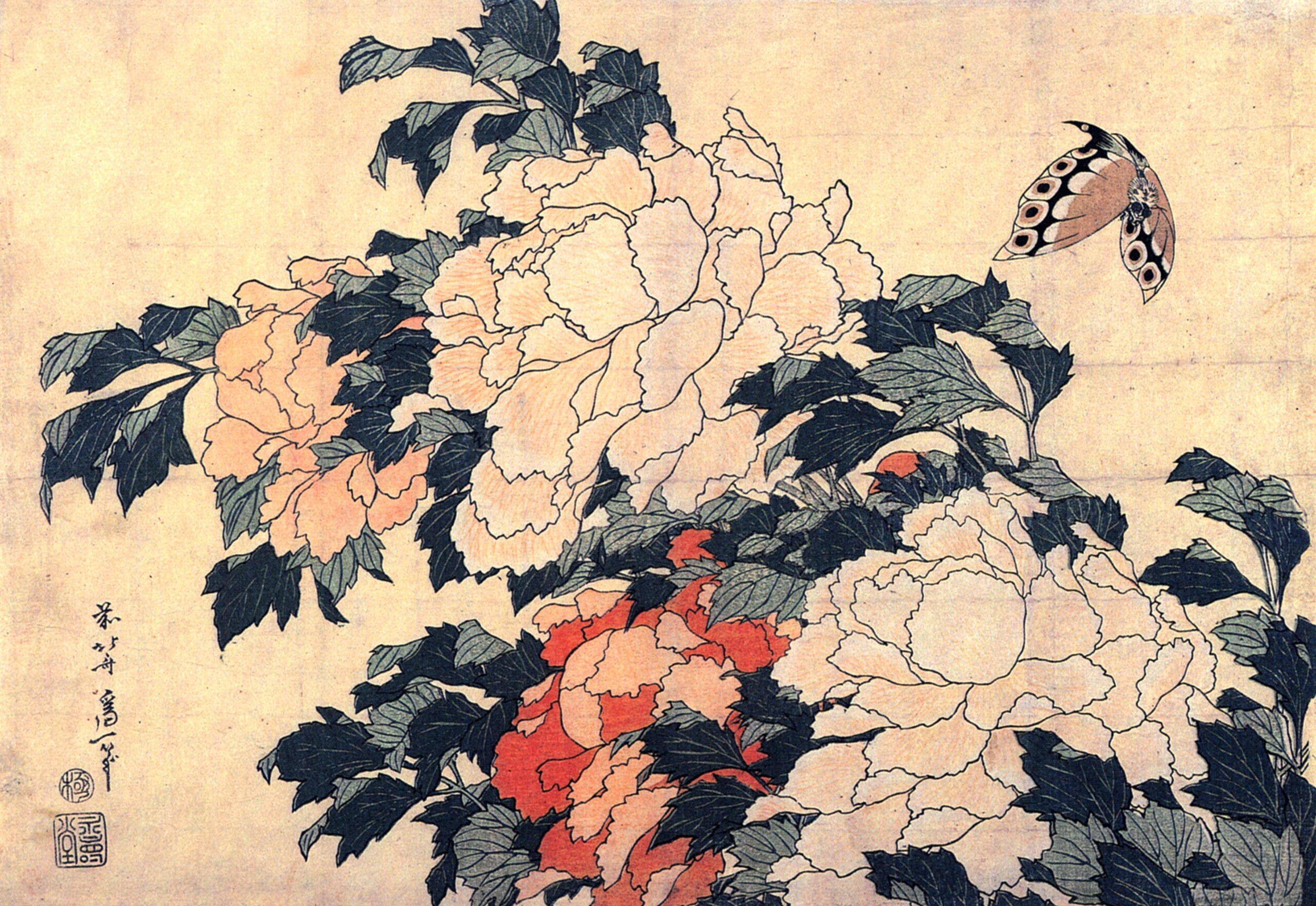
Hokusai (1760-1849)

Au Japon, Hokusai (1760-1849) associe souvent papillons (Philosophe regardant deux papillons, 1814 ou 1819) et fleurs.
Son contemporain Utamaro (1753-1806) décrit dans ses estampes l’élevage du ver à soie, depuis la chenille jusqu'à la vente des cocons. 

### Iran
En Iran (Ispahan), Mu'in Musavvir figure vers 1660 sur une écritoire laquée un papillon imaginaire.